# Amsterdamse School (bouwstijl)

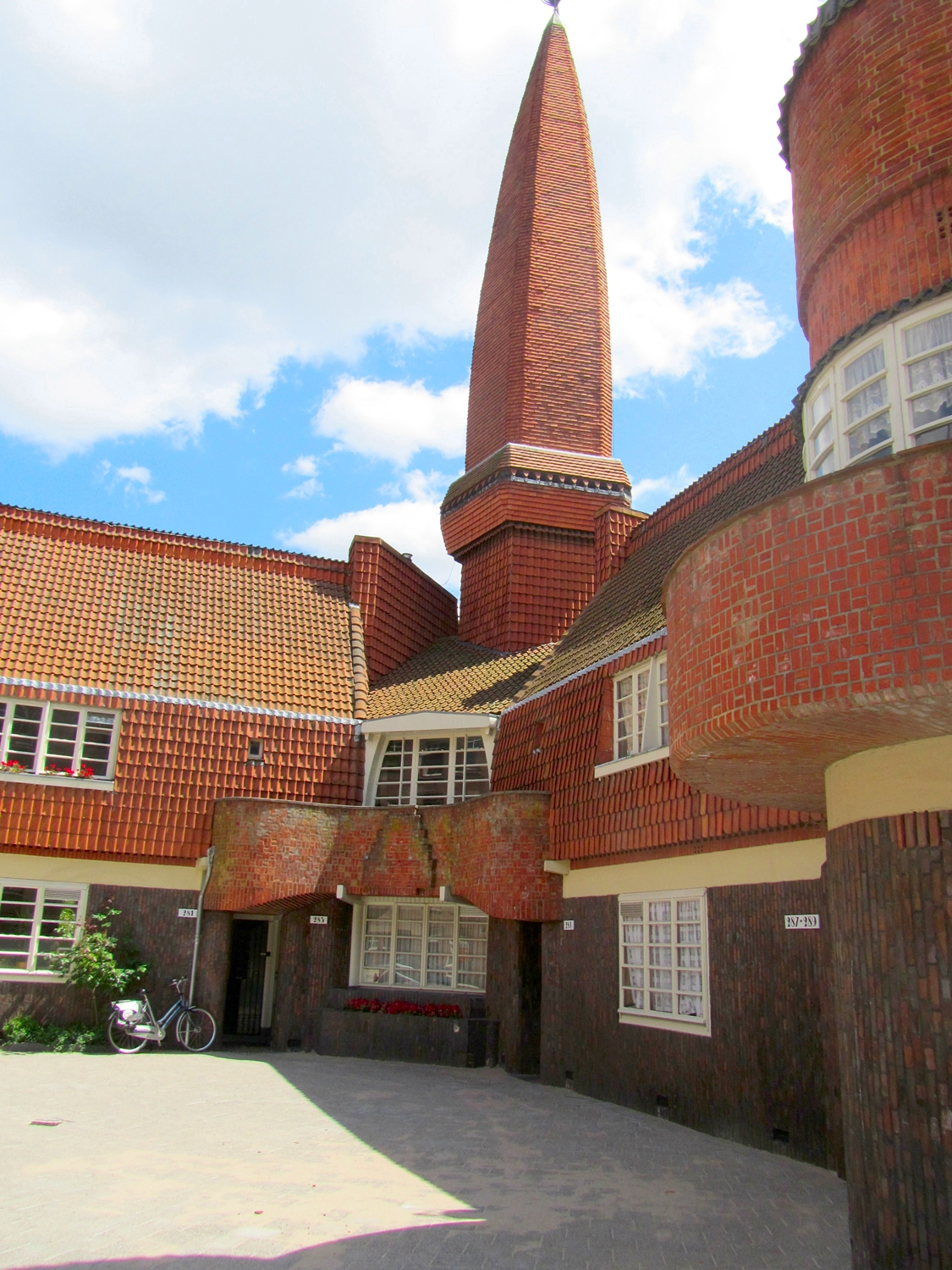
Het Schip in Amsterdam, 1917-1920 (Michel de Klerk).

De Amsterdamse School is een stijl in de bouwkunst, te plaatsen in de periode van de moderne bouwkunst, waartoe ook onder meer De Stijl, het nieuwe bouwen, de Chicago School en het expressionisme gerekend worden, die als reactie op de zogenaamde neostijlen te zien zijn.
De Amsterdamse School kenmerkt zich door gebruik van expressieve en fantastische vormen, verwant aan het expressionisme. Ze is in zekere zin ook een reactie op het rationele werk van H.P. Berlage en dan in het bijzonder op de Beurs van Berlage (1898-1903), die dus uitdrukkelijk niet tot de Amsterdamse School behoort maar gezien kan worden als het begin van het Nederlandse traditionalisme. Ook kan de ontwikkeling verklaard worden uit de overgang van Nieuwe Kunst en de buitenlandse varianten als jugendstil en art nouveau naar wat later – zeker wat betreft de decoratieve kunsten ook wel tot de art deco wordt gerekend. In 1916 bekritiseerde Michel de Klerk de werkmethodiek van Berlage en beschreef daarmee indirect op welke manier de beweging zich hiervan distantieerde.

## Voornaamste architecten
De belangrijkste architecten van de Amsterdamse School waren Joan van der Meij, Michel de Klerk en Piet Kramer, die allen gewerkt hebben op het bureau van Eduard Cuypers in Amsterdam. Joan van der Meij won in 1906 vier jaren achtereen de Prix de Rome, wat hem in staat stelde langdurig te reizen langs de hoogtepunten van de Europese architectuur. Zijn verslagen en tekeningen maakten grote indruk op de commissie van de Prix de Rome. Dit resulteerde in zijn aanstelling als stadsarchitect van Amsterdam en de opdracht van het Scheepvaarthuis te Amsterdam.
In 1910 verzamelde Van der Meij getalenteerde gelijkgezinden om zich heen om de grote klus van het Scheepvaarthuis vorm te geven en uit te voeren, waaronder zijn oude collegae De Klerk en Kramer. Ook veel andere architecten die later tot andere richtingen gerekend worden begonnen in de trant van de Amsterdamse School te bouwen, zoals J.B. van Loghem en Willem Dudok. Architecten die tot de Amsterdamse School worden gerekend gaven invulling aan Plan Zuid, het uitbreidingsplan voor Amsterdam van Hendrik Berlage uit 1915. De Amsterdamse School werd een diverse, speelse stijl door de individuele inbreng van een grote groep architecten die zich conformeerden aan de gemeenschappelijke kenmerken van plastische gevels in baksteen, stilistische deurpartijen, grillige kozijnvormen met meerdere horizontale roeden en glas-in-loodramen.
In 1925 werd op de wereldtentoonstelling in Parijs het Nederlands Paviljoen in Amsterdamse Schoolarchitectuur uitgevoerd naar een ontwerp van Jan Frederik Staal. Ook de inrichting van dit paviljoen was geheel in de stijl van de nieuwe kunst waaronder ook de Amsterdamse School nog werd gerekend. Ook de architect Jan Gratama heeft gebouwen in de Amsterdamse Schoolstijl gebouwd en was de eerste bouwkundige die deze term gebruikt heeft. 
Voor de Olympische Zomerspelen van 1928 werd het Olympisch Park met het Olympisch stadion in Amsterdamse Schoolstijl gebouwd naar het ontwerp van Jan Wils. Voor de verwachte influx van toeristen ontwierp Gerrit Jan Rutgers het Grand Hotel Centraal, toendertijd het grootste en meest luxe hotel van Nederland. 
Ondanks de grootscheepse vernieling van cultureel erfgoed in de jaren '70 en '80 van de 20e eeuw zijn meerdere topstukken uit de Amsterdamse School bewaard gebleven. Dankzij grondige restauratie zijn het Scheepvaarthuis, het Olympisch Stadion, De Dageraad, Het Schip, de Jeruzalemkerk en tal van andere belangrijke exponenten nog steeds te bewonderen en in gebruik.
Daarnaast sieren veel publieke werken in Amsterdamse Schoolstijl nog steeds het straatbeeld, denk hierbij aan de door Joan van der Meij ontworpen openbare plaskrul, transformatorzuil en eerste brug als overkluizing van de Lijnsbaansgracht die het Leidseplein doorkruiste.
Van der Meij gaf Piet Kramer later zijn functie van bruggenbouwer. Kramer was uiteindelijk verantwoordelijk voor circa 200 Amsterdamse bruggen, waaronder als schoolvoorbeeld de Leidsebrug en de naar hemzelf genoemde P.L Kramerbrug.

## Kenmerken

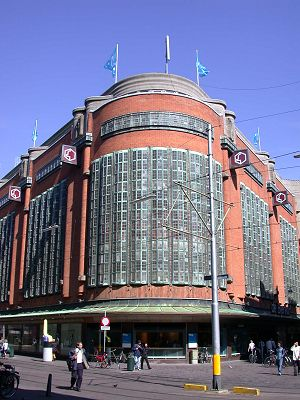
De Bijenkorf in Den Haag, 1924-26 (Piet Kramer).

Kenmerkend voor de Amsterdamse School is het gebruik van veel baksteen en het toepassen van versieringen in de gevels, in baksteen of gebeeldhouwd natuursteen. De vaak plastische gevels zijn meestal gevuld met laddervensters en worden bekroond met steile daken en soms met torentjes versierd. Het plastische karakter en de soms zelfs symbolisch aangebrachte draagconstructie veroorzaakten soms problemen bij het aanbrengen van de werkelijke draagconstructie.
Hendrik Wijdeveld gaf destijds de volgende omschrijving:
De verschijning der Fantasievollen, die argeloos spelen met de schatten van het rationalisme. Opofferend de praktische indeling en de belangstelling voor het constructieve element voor een ver doorgevoerd principe, namelijk het principe van de tevoren vastgestelde vorm.
Gebouwen uit de Amsterdamse Schoolperiode zijn met name grote (sociale) woningbouwprojecten, scholen en enkele utilitaire werken. Door de plastische gevels en de speelse indeling hiervan is er binnen deze stijl zelden sprake van massiviteit in de gebouwen. Zij zijn wel groot, maar ogen toch menselijk.
Het expressionisme van de Amsterdamse School was de tegenpool van het nieuwe bouwen.

### Wendingen

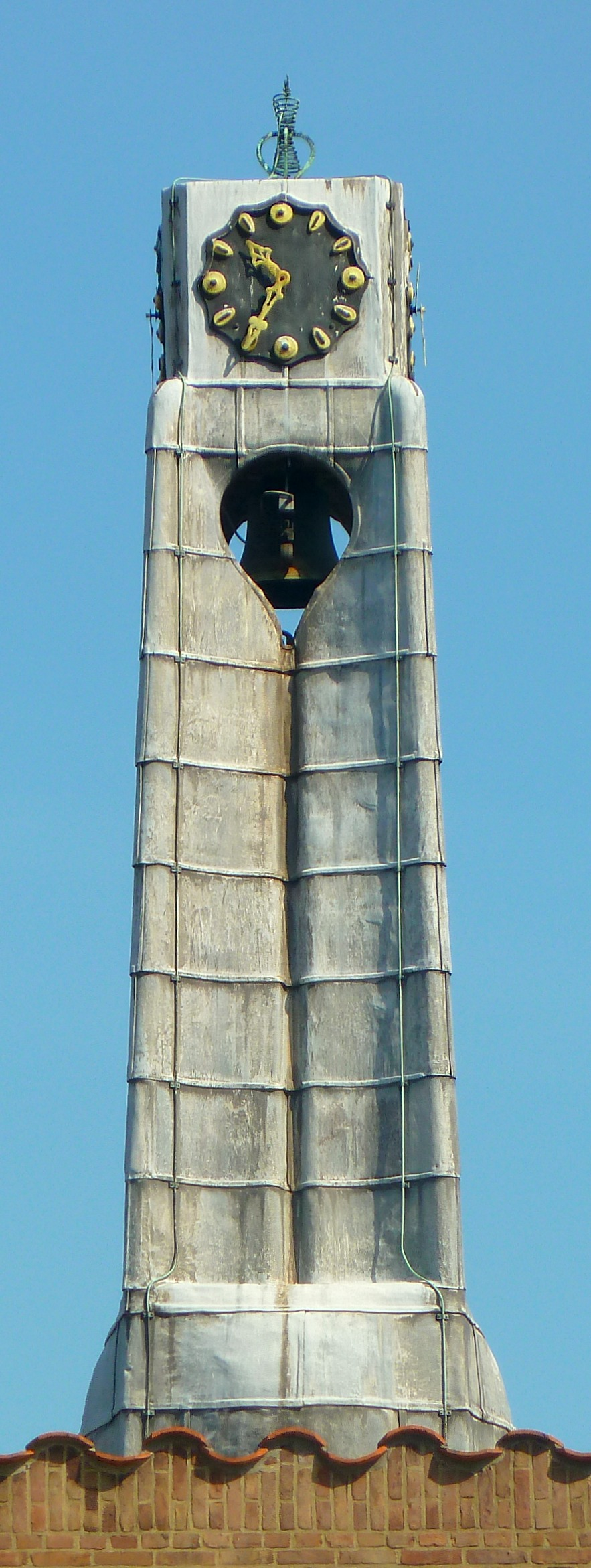
Klokkentoren op de leeszaal te Coöperatiehof 16.

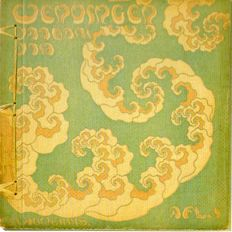
'Wendingen' 1918-1932, architectuur- en kunsttijdschrift. Hoofdthema: Expressionistische architectuur (Amsterdamse School, de Klerk, Kramer, Mendelsohn e.a.). Tegenbeweging tegen de 'De Stijl'-beweging uit 1917.

Een belangrijke rol binnen de Amsterdamse School speelde het maandblad Wendingen. Toch werd niet uitsluitend architectuur getoond die nu tot de Amsterdams School te rekenen valt. Zo werd ook een van de boegbeelden van het Nieuwe Bouwen, de Van Nellefabriek te Rotterdam, uitgebreid afgebeeld. Het blad ontstond in januari 1918 op initiatief van enkele leden van het genootschap Architectura et Amicitia, een vereniging van architecten, beeldend kunstenaars, bouwkundigen et cetera, die, in tegenstelling tot het meer vaktechnische Bouwkundig Weekblad, meer aandacht wilden besteden aan de volgens hen verwaarloosde esthetische aspecten van de architectuur.
Een van de oprichters was Hendrik Wijdeveld, die tot 1925 de leiding had en tevens de typografie verzorgde, totdat het blad eind 1931 werd opgeheven. Erg veel zorg werd besteed aan typografie en vormgeving. Het ontwerp voor het vierkante omslag werd steeds door een andere kunstenaar verzorgd. De redactie wisselde vaak van leden. In de eerste redactie zaten onder anderen C.J. Blaauw, Piet Kramer, Mathieu Lauweriks en Richard Roland Holst.
Wendingen was geenszins alleen een architectuurtijdschrift. Er werd aandacht besteed aan vele vormen van kunst, zoals bouwsculptuur, uitheemse kunstuitingen, muurschilderingen, vroeg-Italiaanse schilderkunst, boekverluchting, affiches, toneel en dans, maskers, marionetten, interieurs, grafiek en schelpen. Ook beperkte het blad zich niet tot de Amsterdamse School: verschillende stromingen in binnen- en buitenland kregen ruimschoots aandacht.

## Voorbeelden
De grootste concentratie van Amsterdamse School-gebouwen vindt men in Amsterdam, zoals het Plan Zuid naar ontwerp van Berlage, het Scheepvaarthuis van J.M. van der Meij, de woningbouw in de Spaarndammerbuurt van Michel de Klerk en schoolgebouwen van onder andere Cornelis Kruyswijk en Nicolaas Lansdorp. Ook in Plan West zijn diverse uitingen van deze stijl aan te treffen. In Tuindorp Oostzaan en Tuindorp Nieuwendam in Amsterdam-Noord manifesteert de Amsterdamse School zich in een landelijke variant van onder andere Berend Tobia Boeyinga. Een voorbeeld daarvan is Vogeldorp. Boeyinga bouwde ook een aantal gereformeerde kerken in deze stijl.
In Amsterdam zijn ook veel bruggen uitgevoerd in de stijl van de Amsterdamse School. Veel van deze Amsterdamse bruggen zijn ontworpen door Piet Kramer.
Sinds 2001 is in een woningblok van Michel de Klerk aan het Spaarndammerplantsoen op nr. 140 Museum Het Schip gevestigd, waarin veel informatie te vinden is over de Amsterdamse School. Hier is ook een collectie Amsterdams straatmeubilair in de stijl van de Amsterdamse School te bezichtigen. Een dependance bevindt zich in het complex De Dageraad in Amsterdam-Zuid.

## Honderd jaar Amsterdamse School
In 2016 werd het eeuwfeest gevierd van de Amsterdamse School. Het Scheepvaarthuis, beschouwd als eerste hoogtepunt van deze stijl, gebouwd in 1916, bestond honderd jaar. Gedurende 2016 werden diverse activiteiten georganiseerd om aandacht te schenken aan dit jubileum.

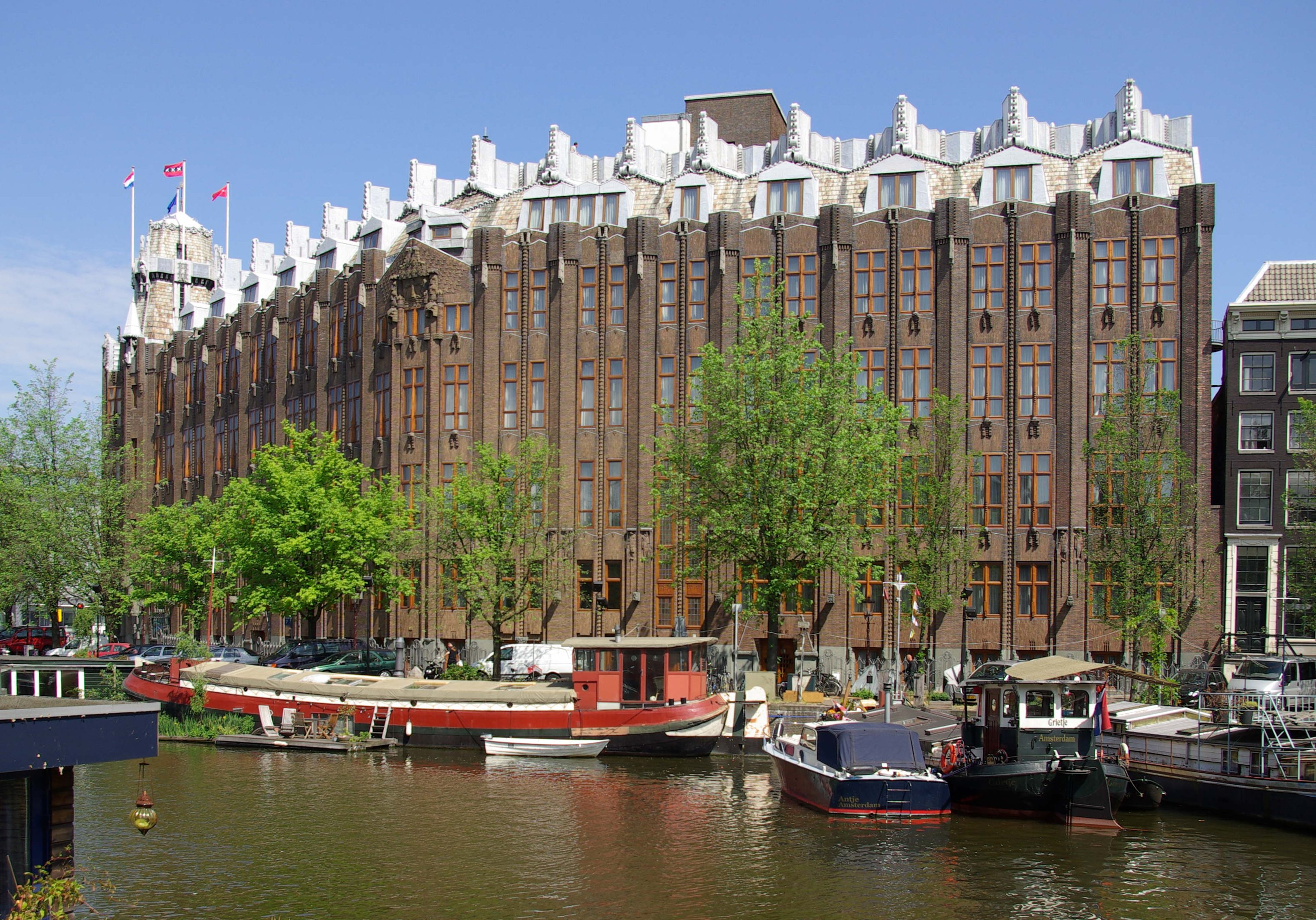
Het Scheepvaarthuis (1916, J.M. van der Meij).
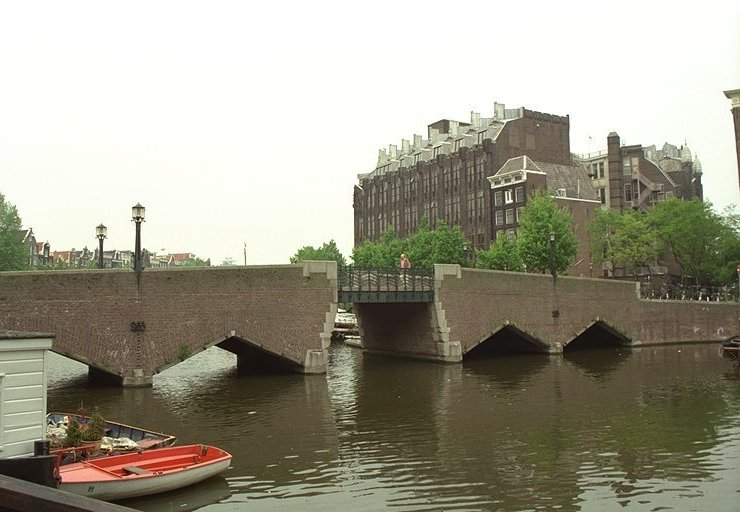
Brug nr. 283: Waalseilandsgracht / Buiten Bantammerstraat (1913).
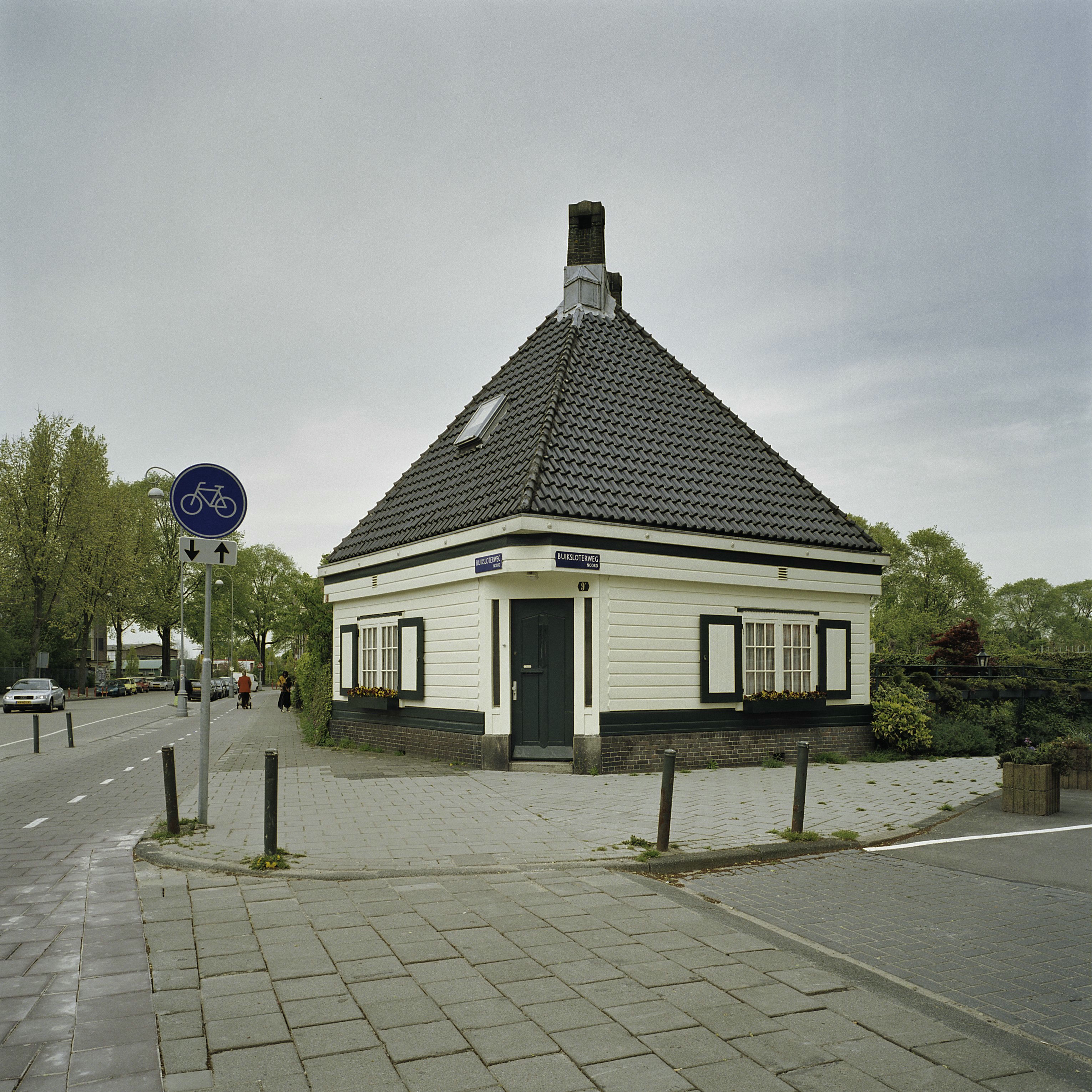
Politiepost, voormalig: Vierkant houten politiebureau met tentdak - Buiksloterweg 9b, Amsterdam-Noord.
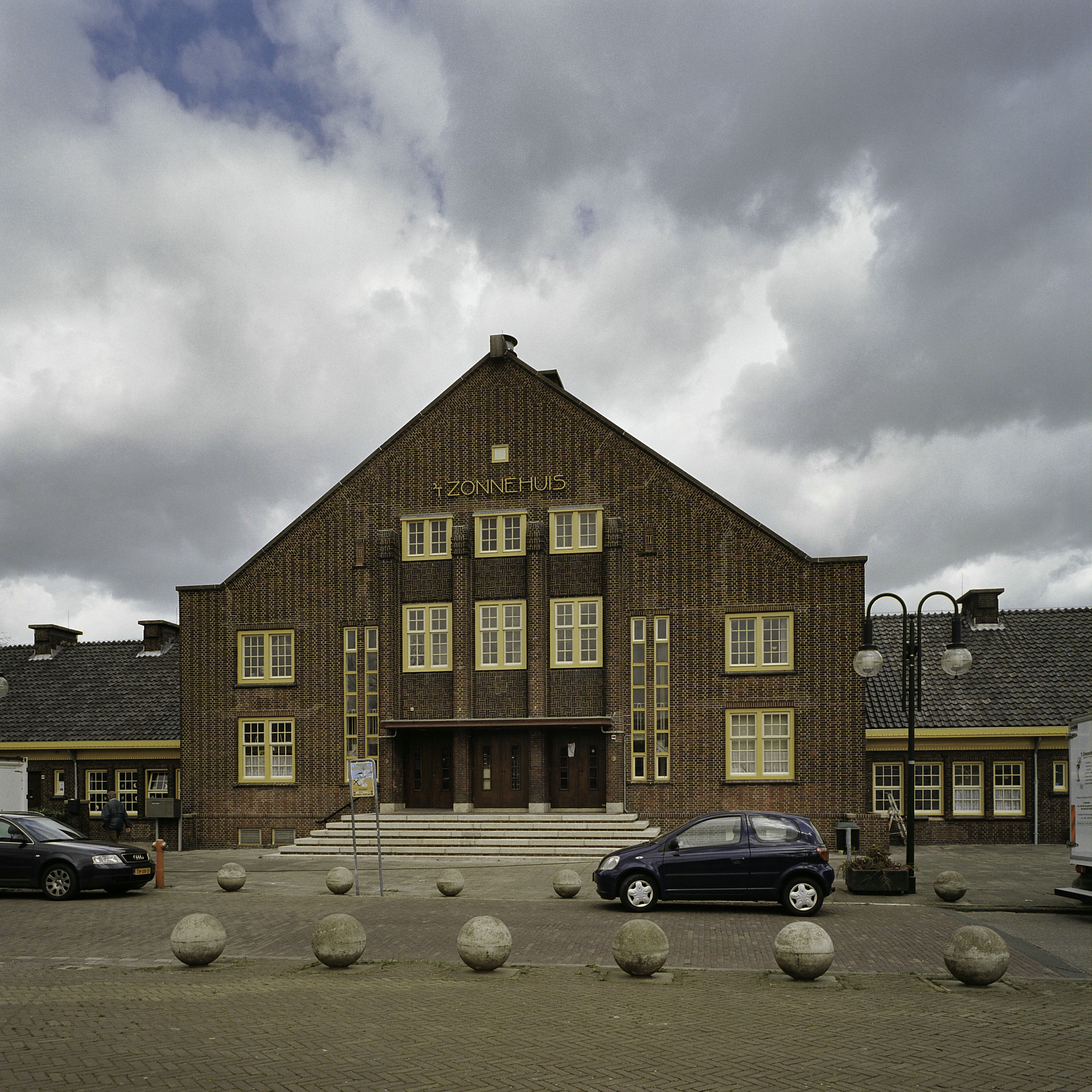
Verenigingsgebouw 't Zonnehuis, Zonneplein 30, Amsterdam-Noord.
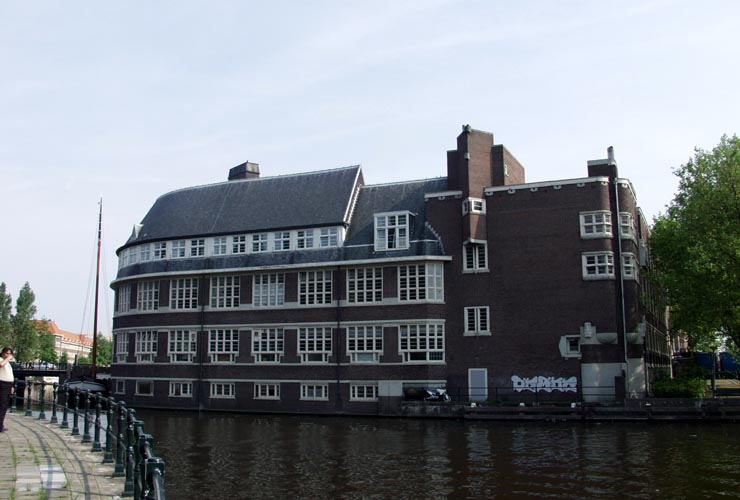
De Vierde Ambachtsschool (A.J. Westerman) aan de Postjesweg 1, Amsterdam-West.
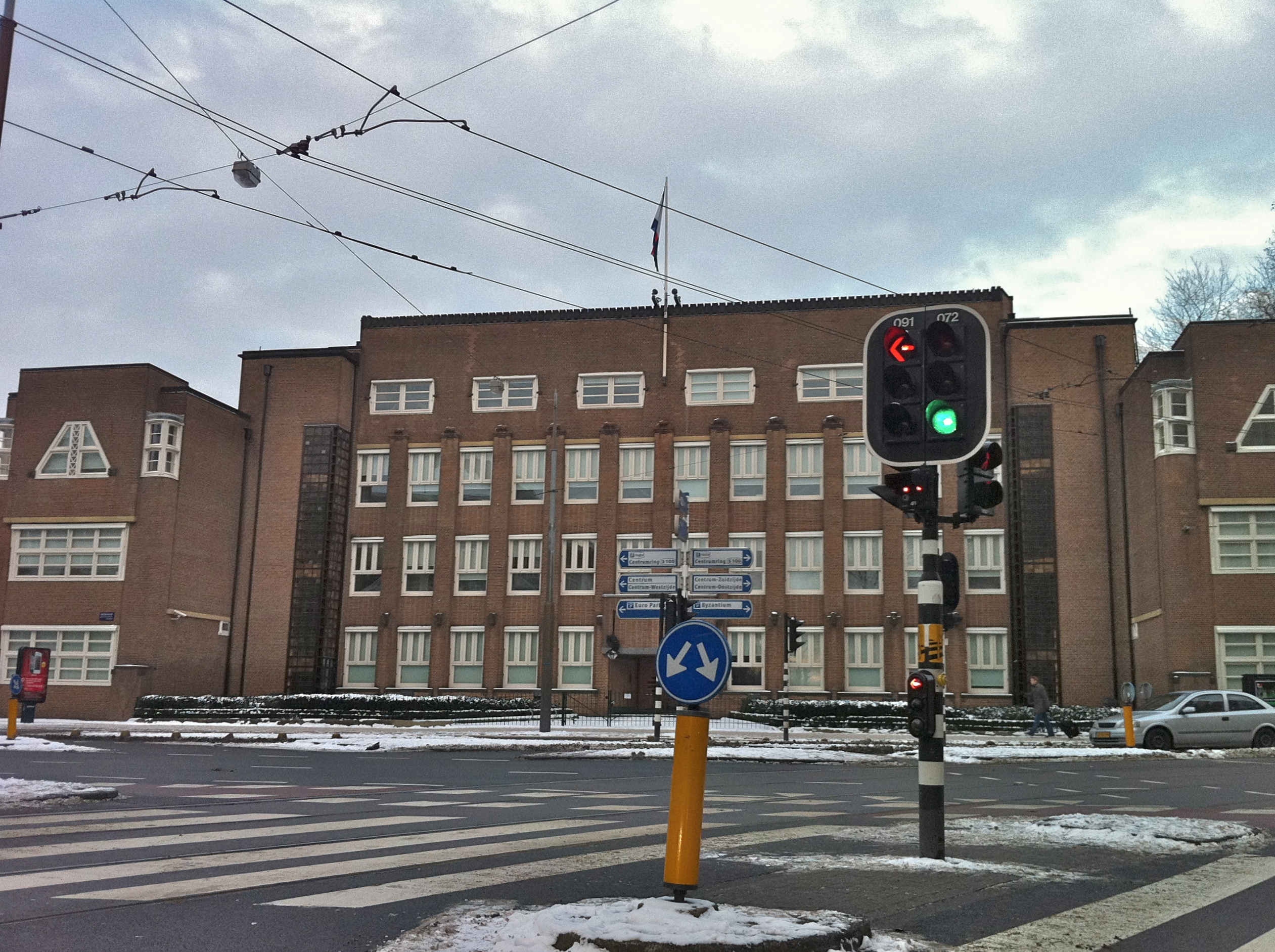
Hoofdkantoor Gemeentetram, Stadhouderskade 1, Amsterdam-West.
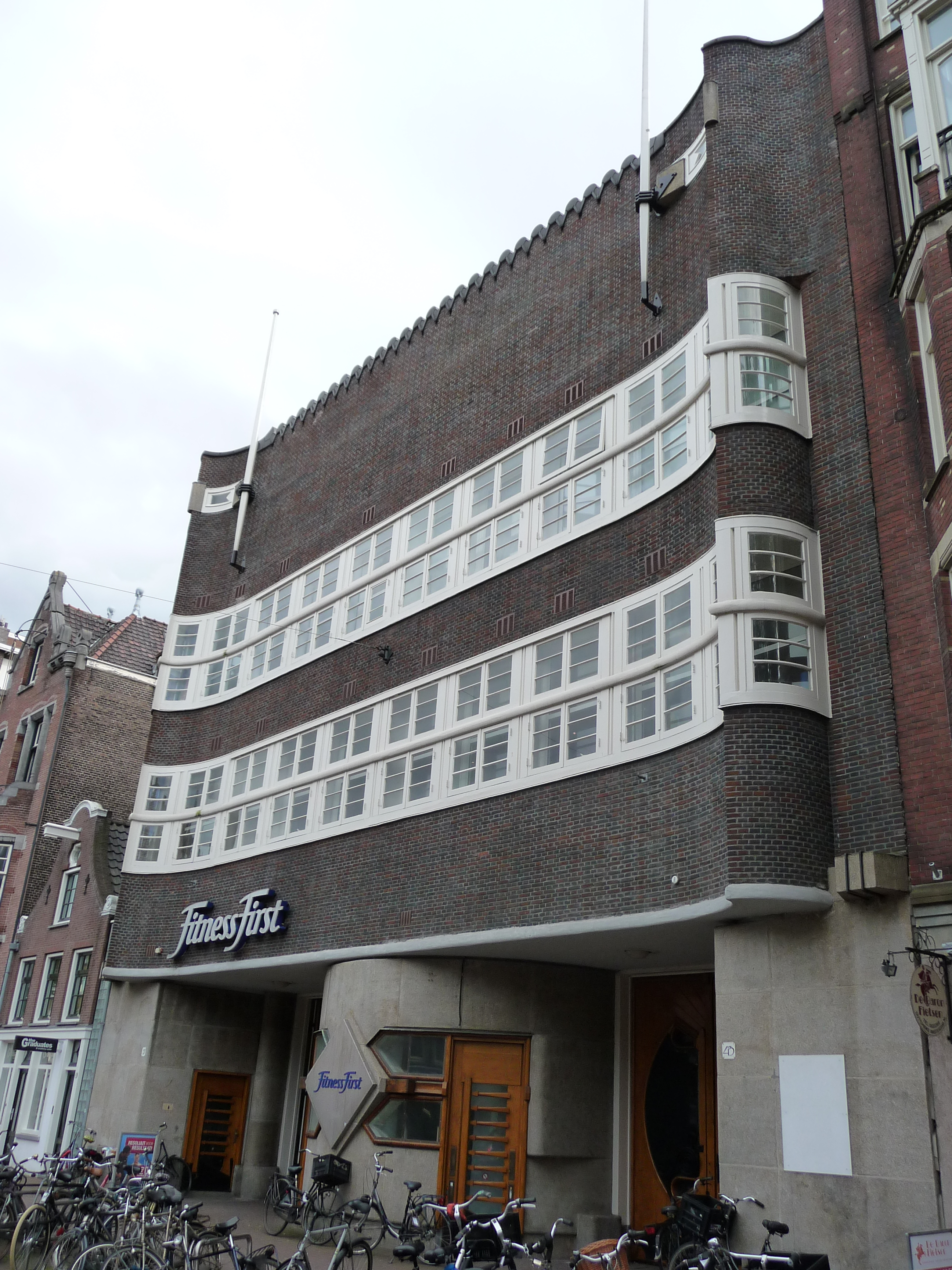
Overtoom 39-41, Amsterdam, Amsterdam-West.
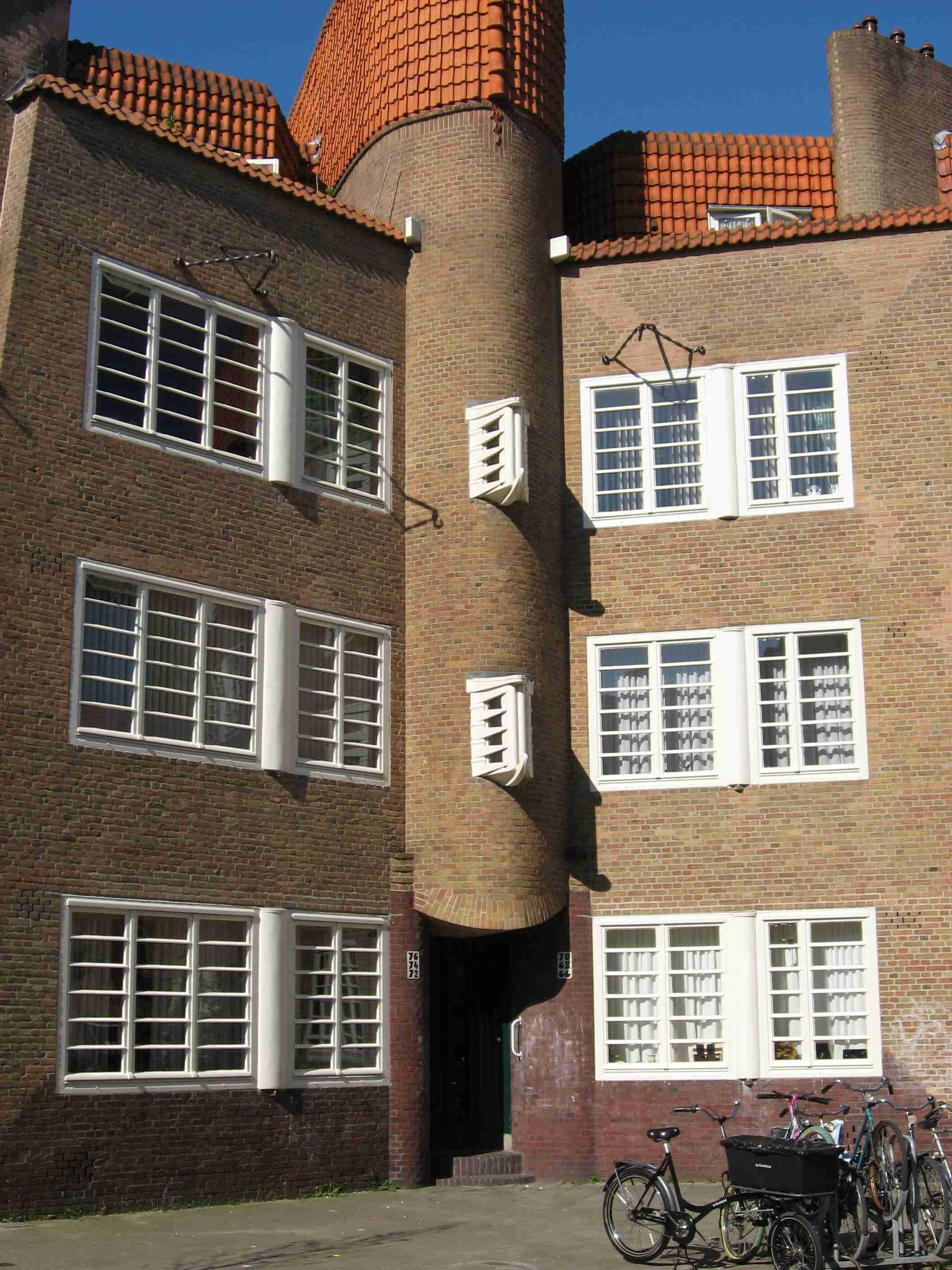
Laddervensters in de Burgemeester Tellegenstraat, Amsterdam-Zuid.
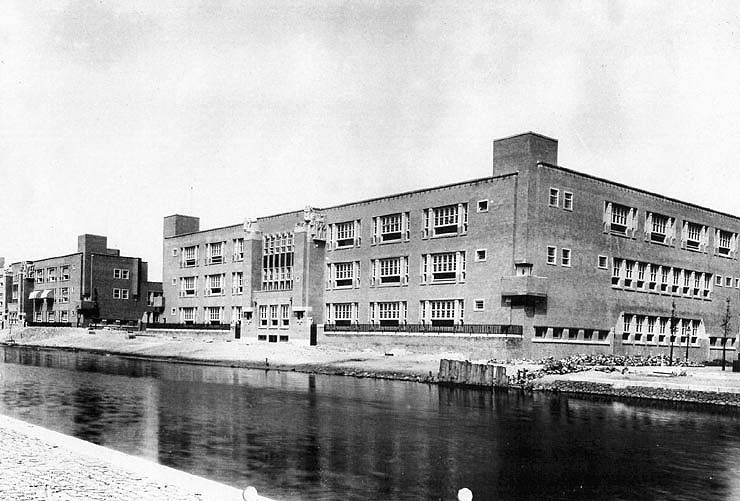
Het Berlage Lyceum, kort na de bouw in de jaren twintig, Amsterdam-Zuid.
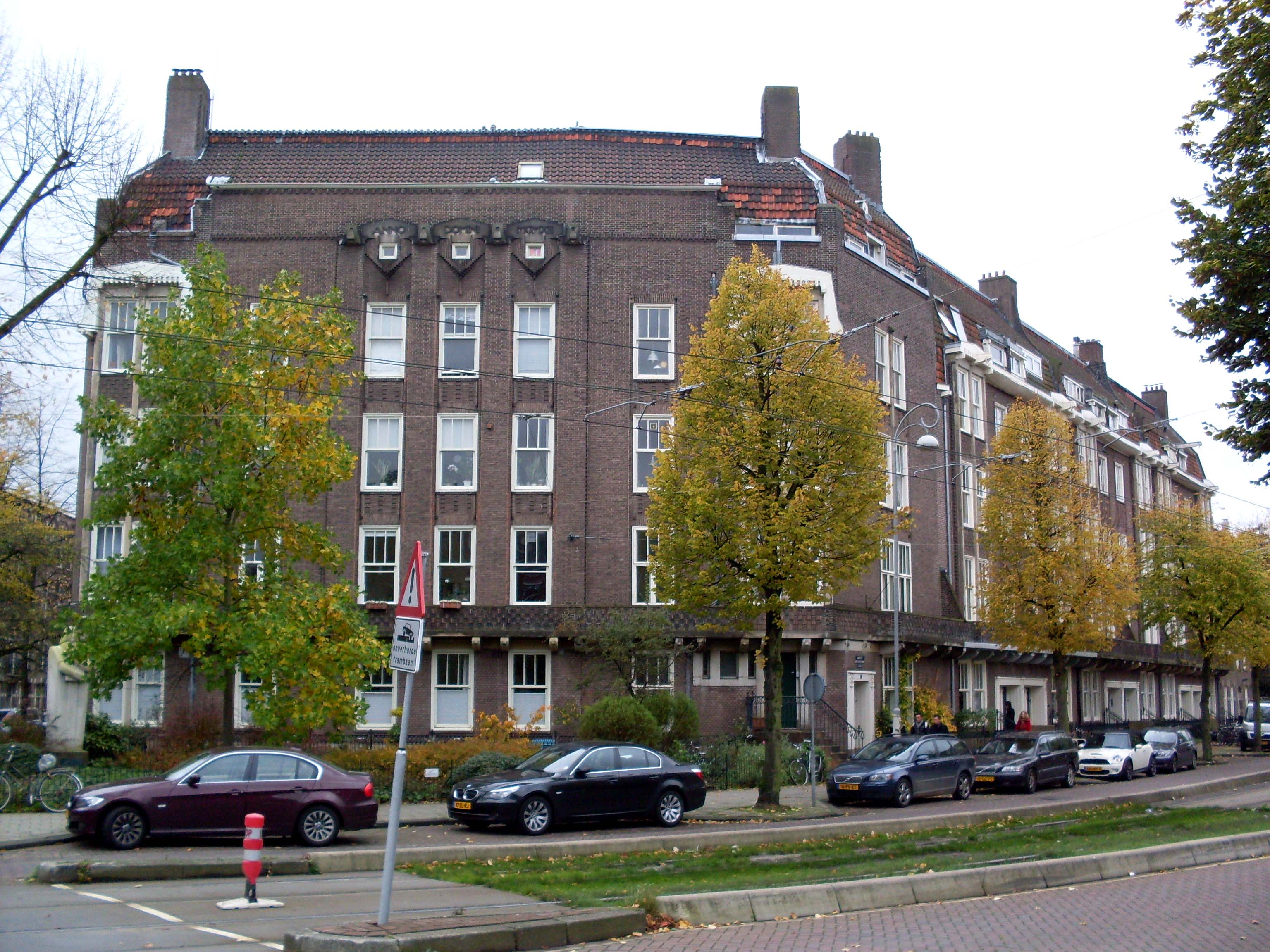
Hillehuis, Gabriël Metsustraat 22-34, Amsterdam-Zuid.
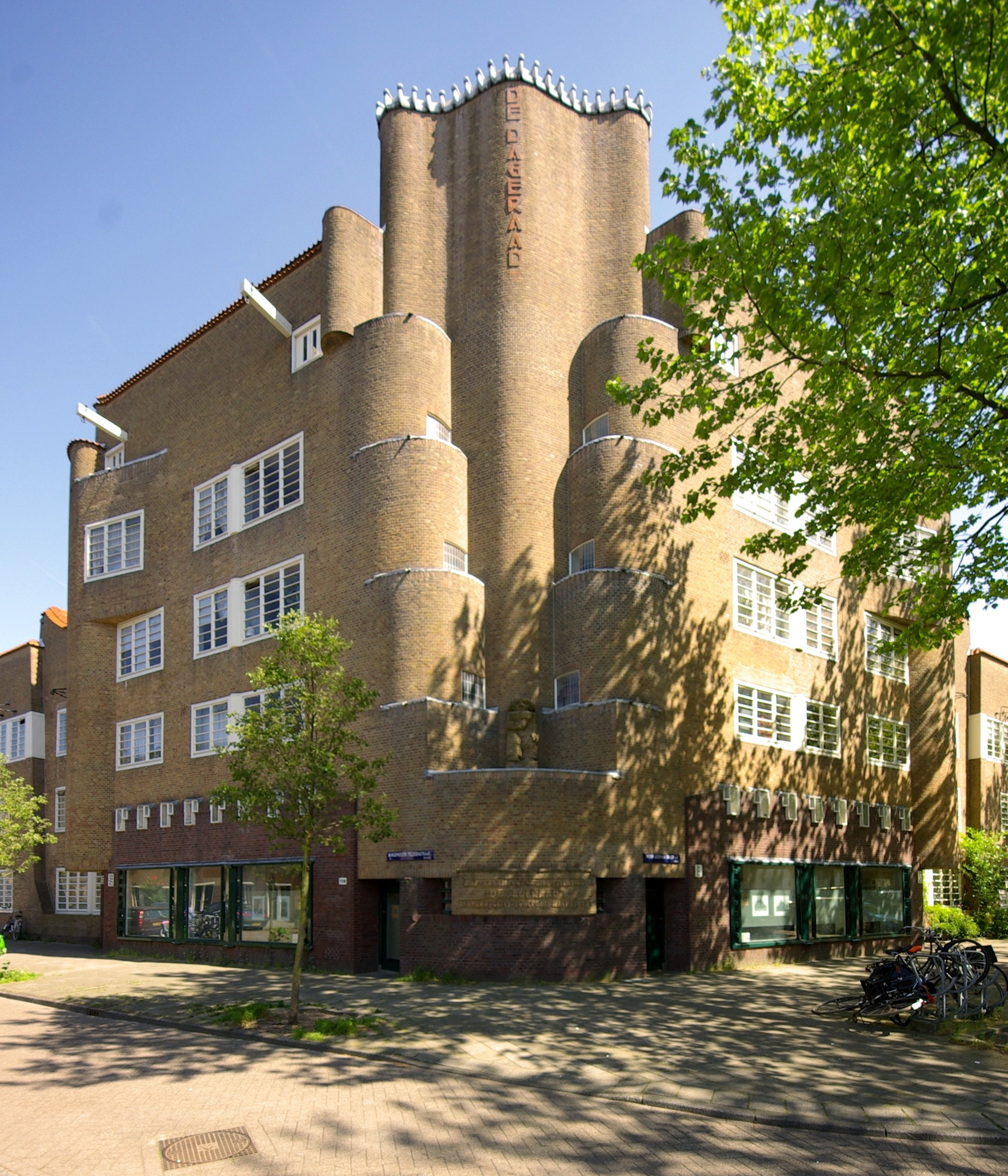
Complex van de woningbouwvereniging De Dageraad, Amsterdam-Zuid.
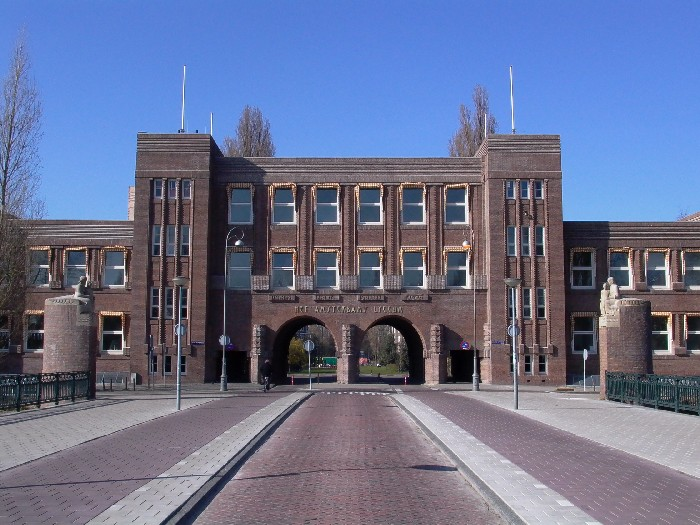
Amsterdams Lyceum, Amsterdam-Zuid.
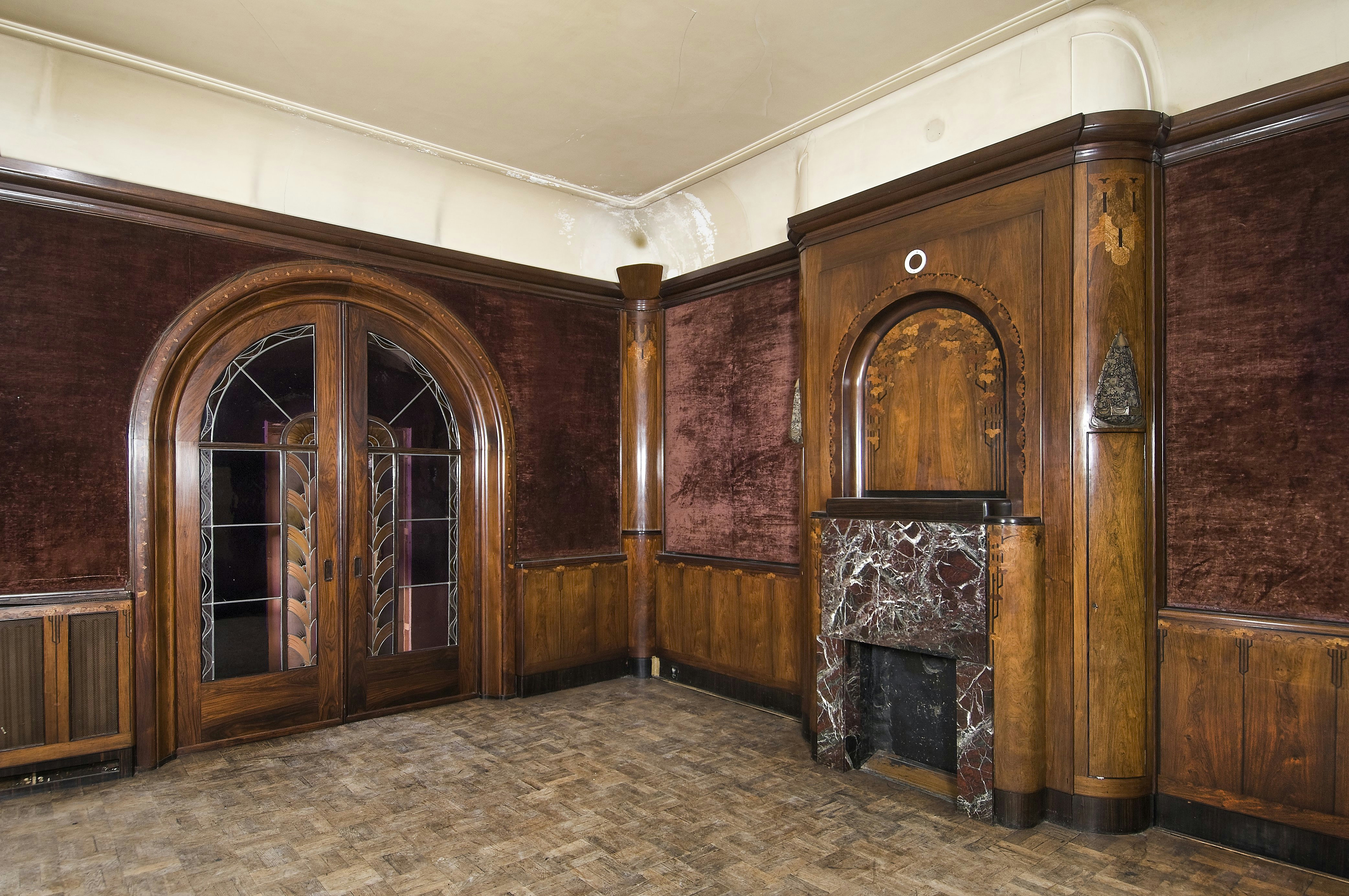
Amsterdamse School: Interieur, de voorkamer, Joannes Josephus Viottastraat 36.

## Buiten Amsterdam
Ook buiten Amsterdam werd in de stijl van de Amsterdamse School gebouwd. Dit is onder meer te zien aan gebouwen van Willem Dudok in Hilversum, Park Meerwijk in Bergen (Noord-Holland), Cornelis Blaauw (met o.a. het Schip van Blaauw) in Wageningen, Ad van der Steur in Rotterdam, en het werk van Siebe Jan Bouma en Egbert Reitsma in Groningen.
In de stad en provincie Groningen waren diverse architecten actief. Anders dan in andere middelgrote steden, waar het vaak een eenling was die er de Amsterdamse School op de kaart zette, waren het in Groningen meerdere namen die gezamenlijk de beweging vorm gaven. Lucas Drewes, Jan Kuiler, Berend Jager, Willem Reitsema, Egbert Reitsma, Siebe Jan Bouma, Evert van Linge, Jo Boer, Albert Wiersema, Evert Rozema en Kornelius Westerman zijn enkele Groninger architecten.
In de Overijsselse plaats Kuinre is de watertoren gedeeltelijk in deze stijl gebouwd. De Bijenkorf in Den Haag van Piet Kramer uit 1924-1926 wordt beschouwd als het laatste grote voorbeeld van deze stijl.

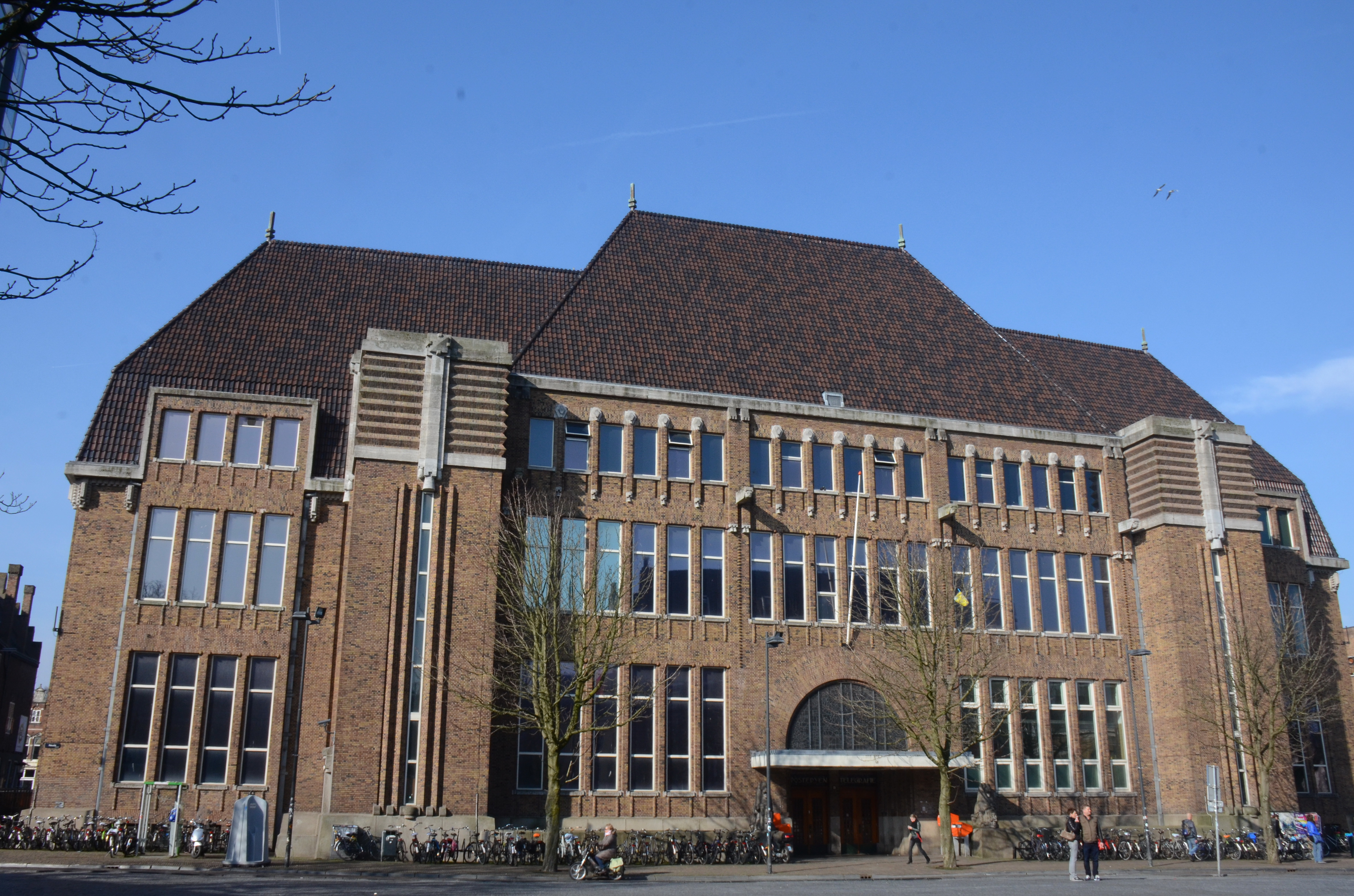
Hoofdpostkantoor Utrecht (J. Crouwel jr.).
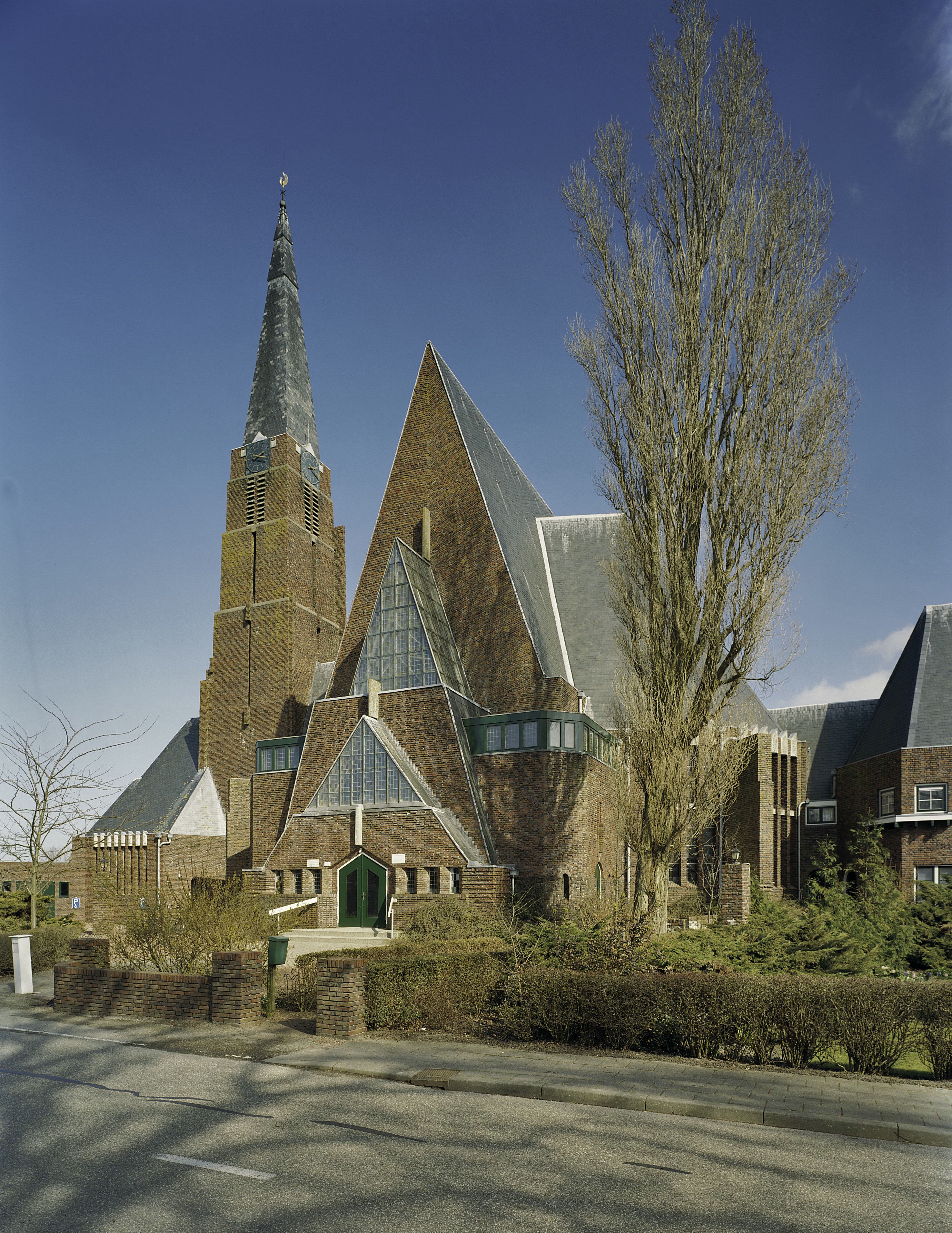
De Gereformeerde Kerk Andijk (E. Reitsma).
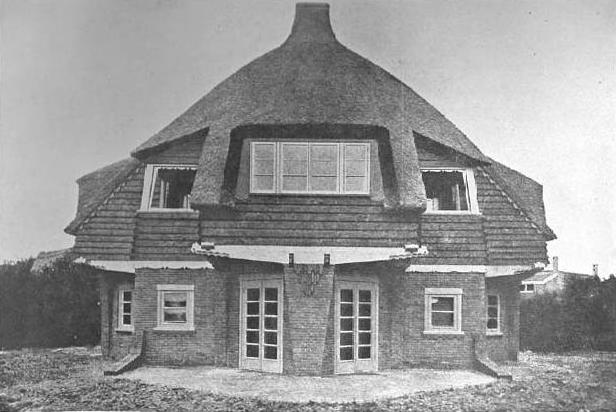
Bergen (Noord-Holland): Huize Meerhoek (C.J. Blaauw).
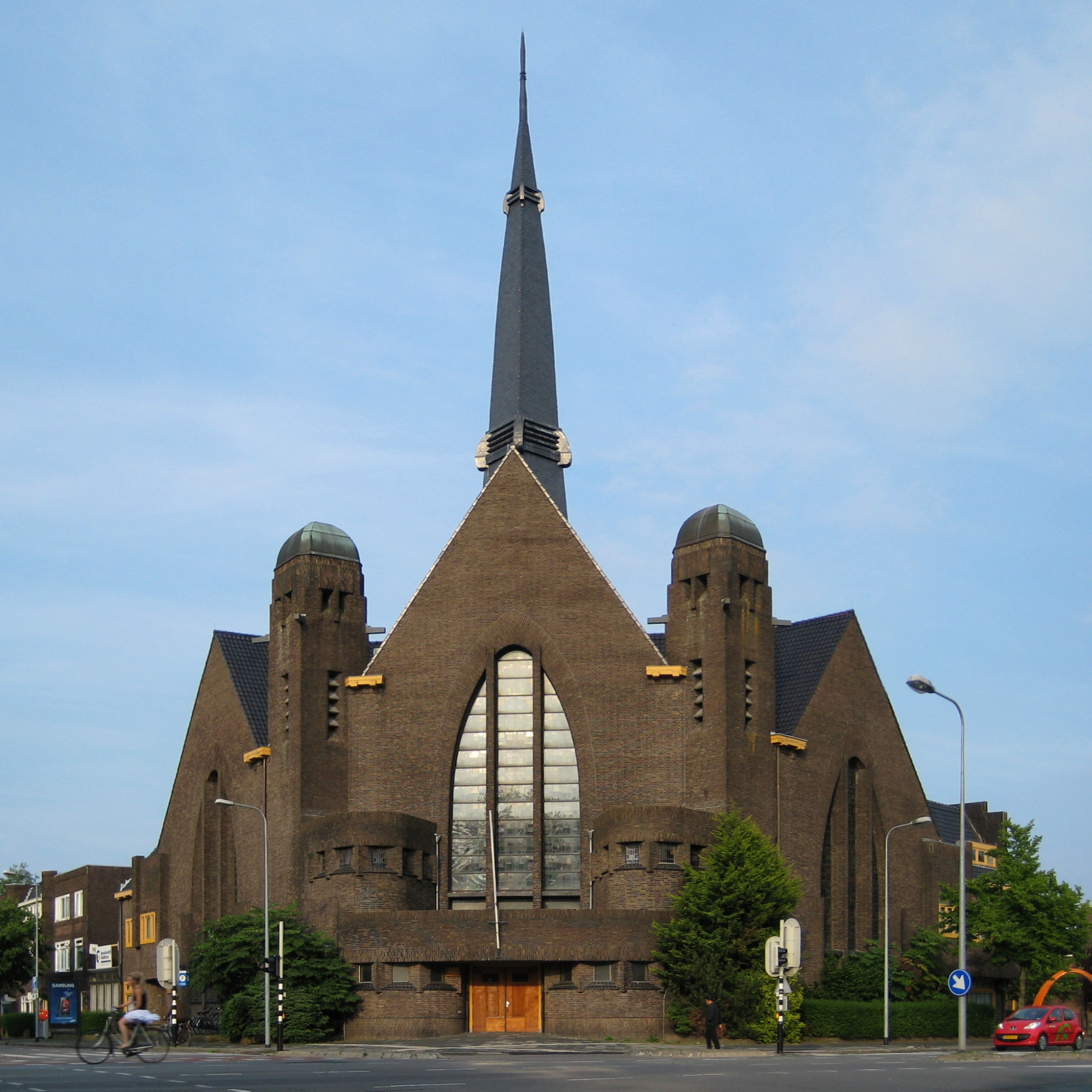
De Oosterkerk aan de S.S. Rosensteinlaan in de stad Groningen.
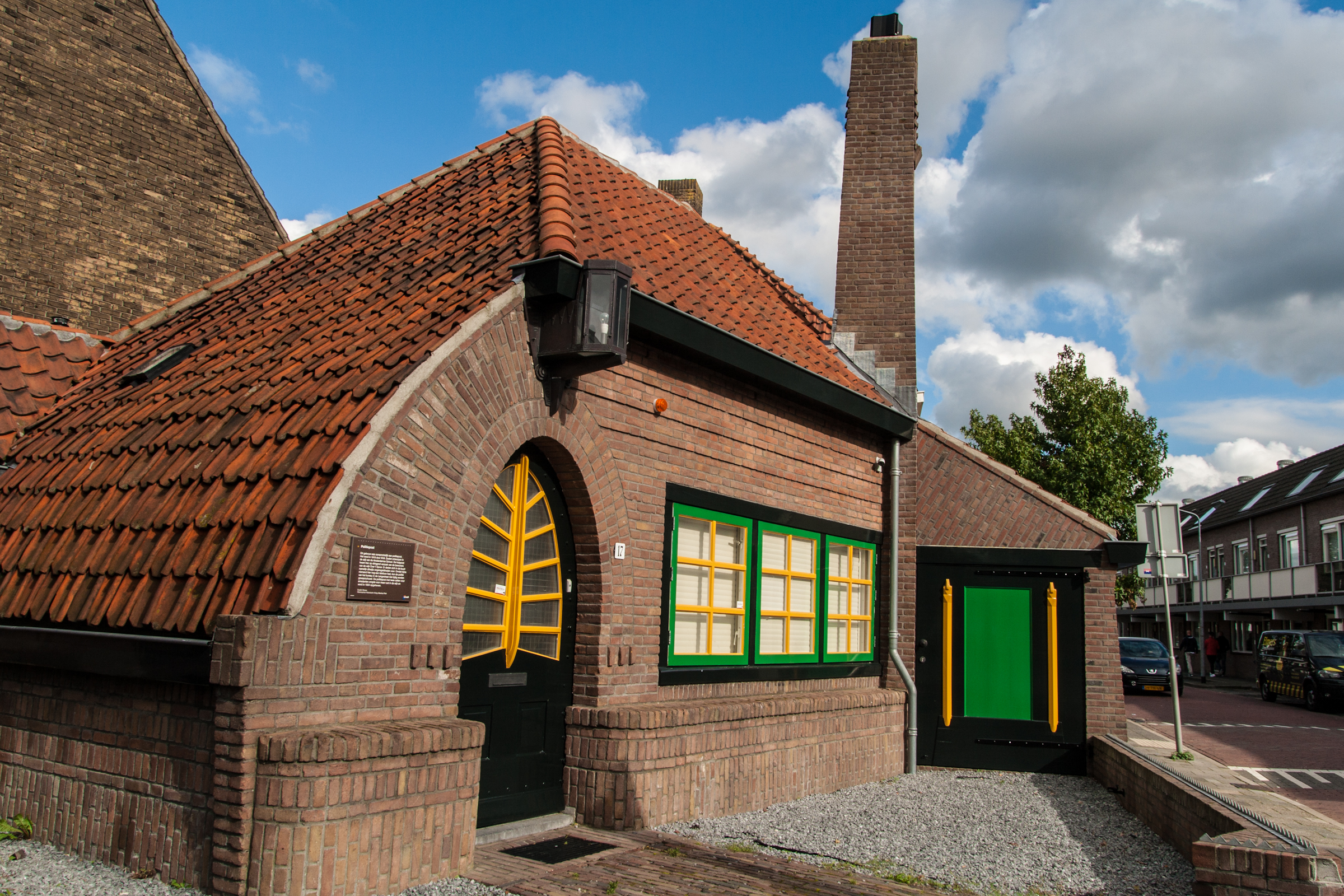
Politiepost in Hilversum (W.M. Dudok).
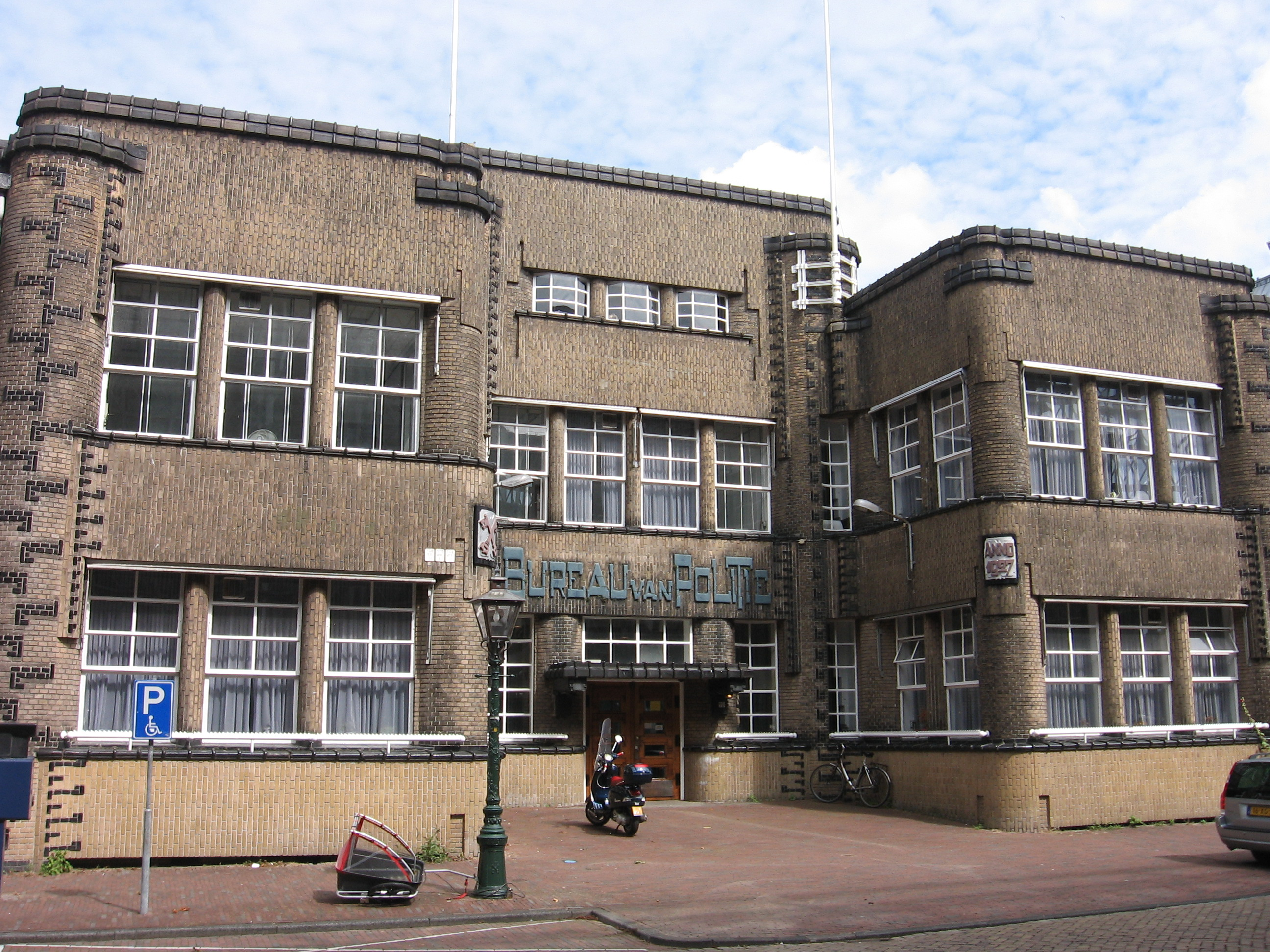
Bureau van Politie, Zonneveldstraat Leiden, (J. Neisingh).
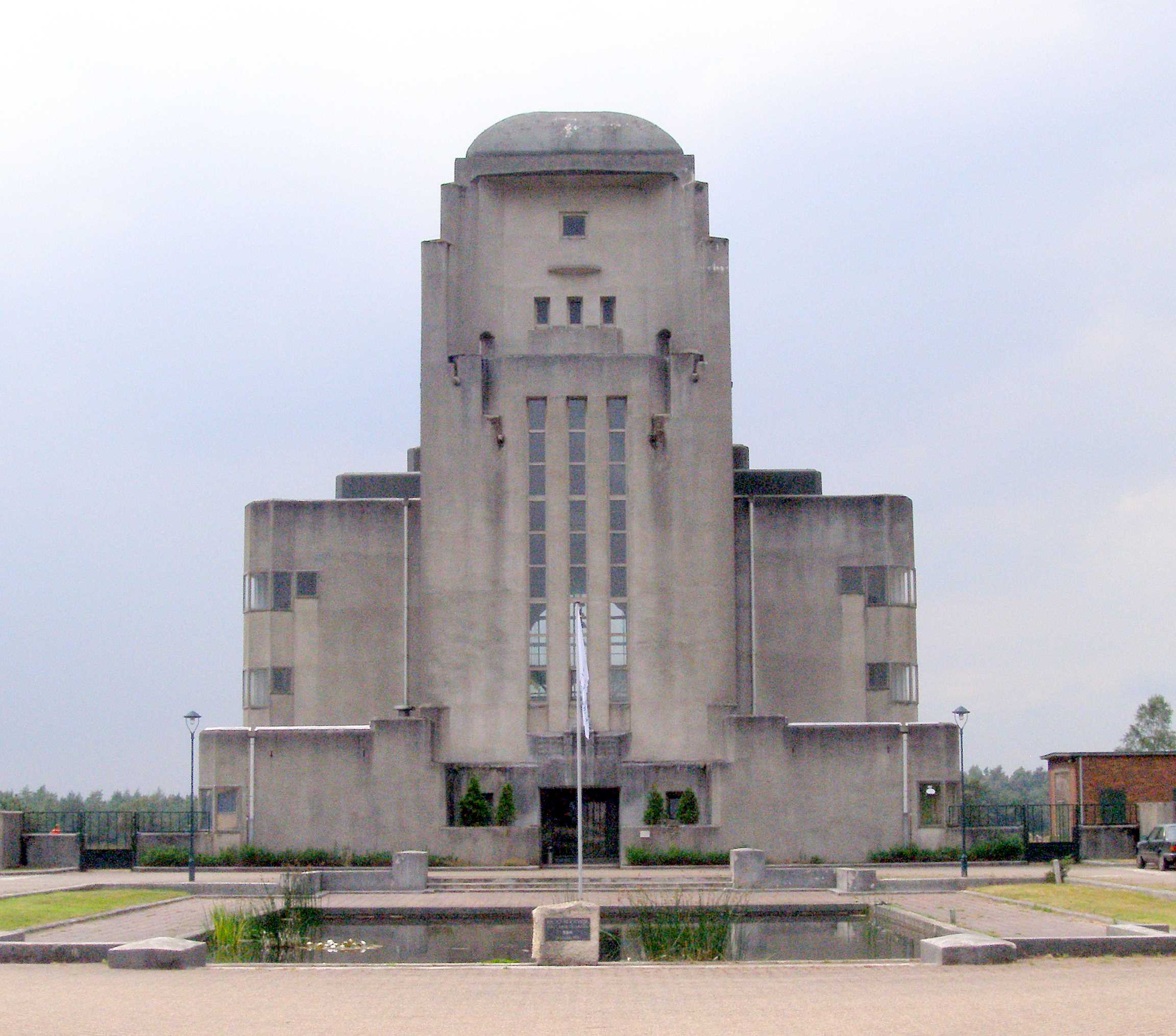
Radio Kootwijk (J.M. Luthmann).
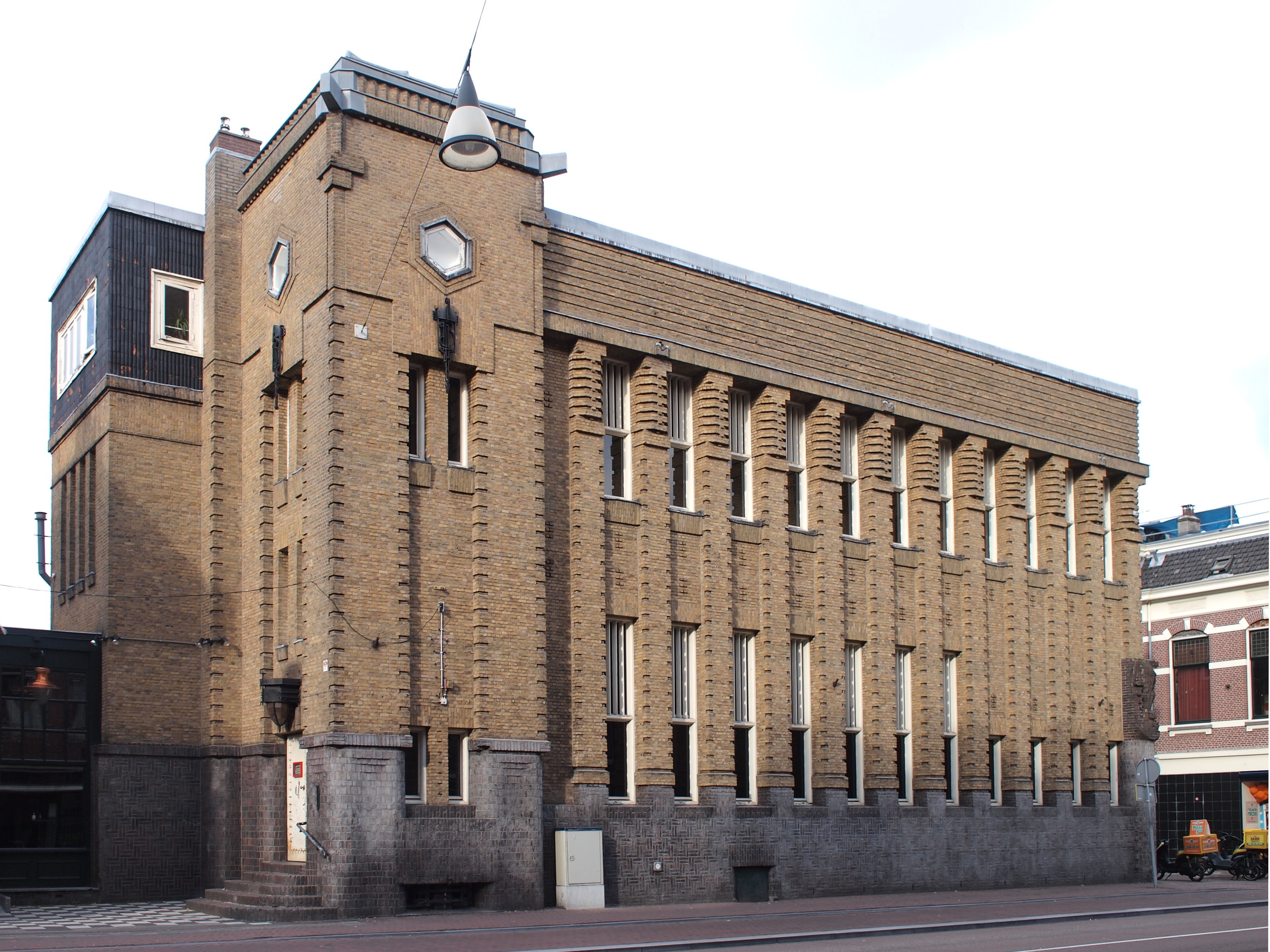
Nobelstraat 4, Utrecht.
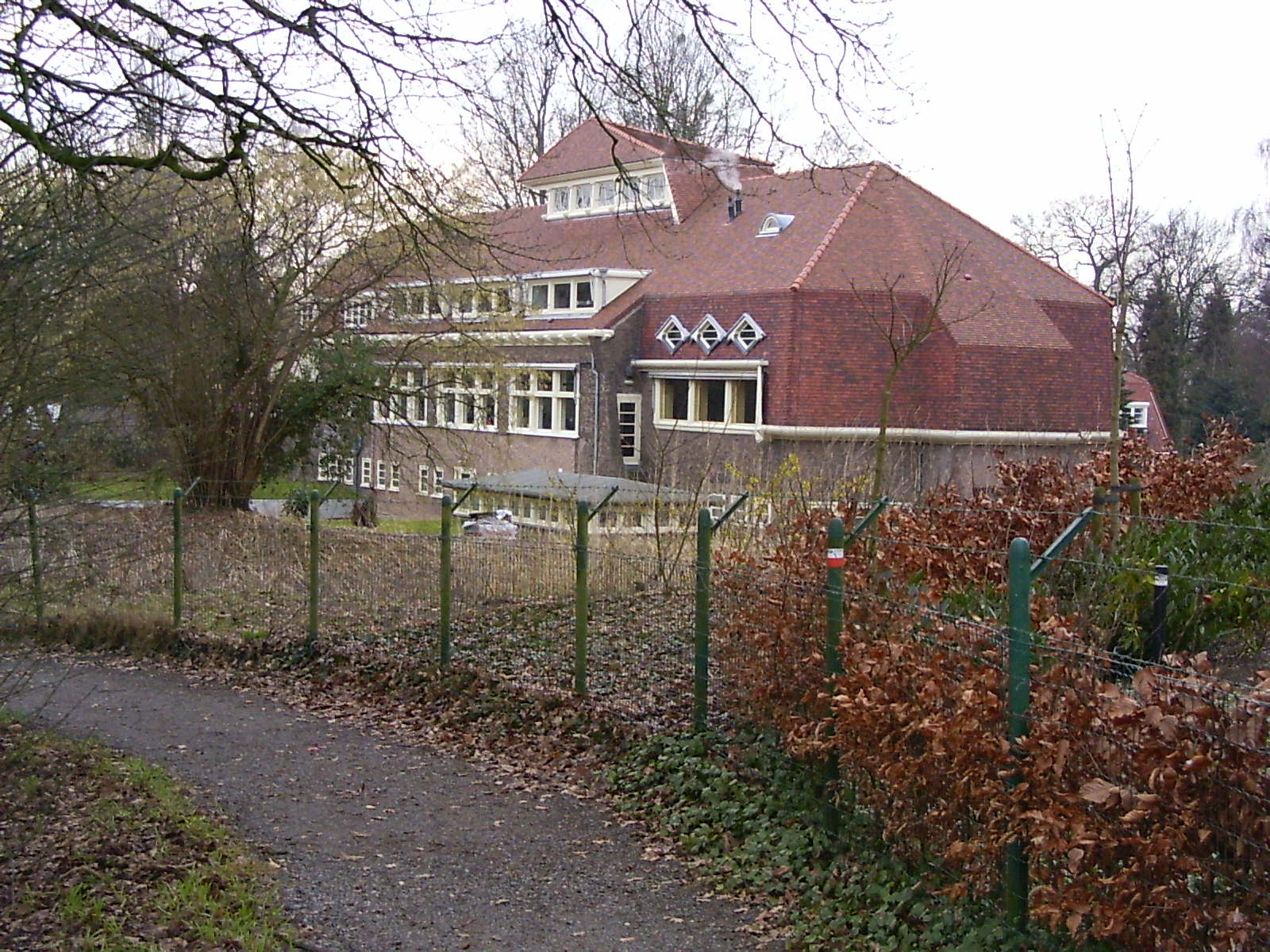
Het 'Schip van Blaauw' te Wageningen (C.J. Blaauw).
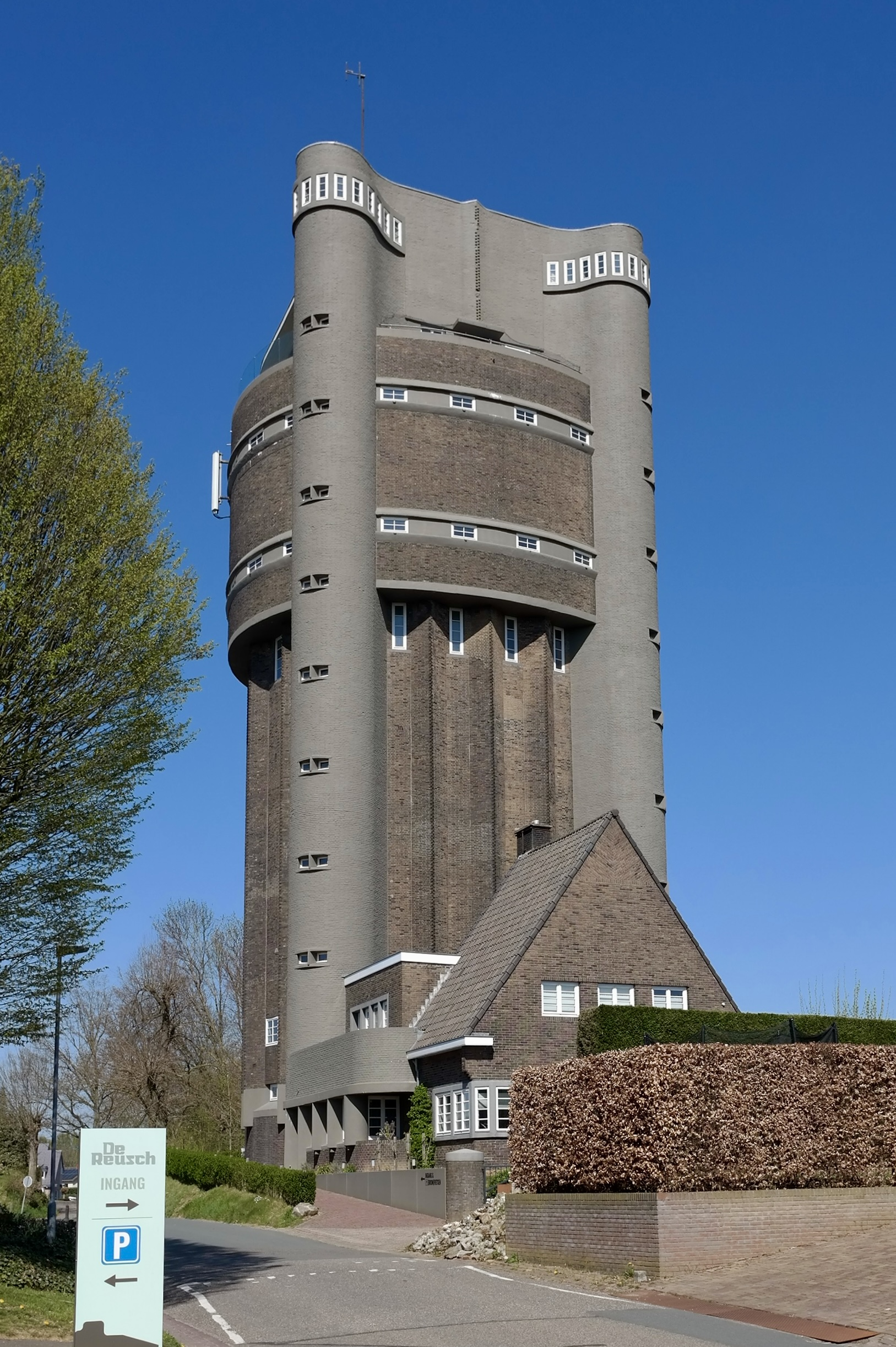
De watertoren van Schimmert (J.J. Wielders).
- Opening van het nieuwe Pollaktheater te Venlo. Tijdens de oorlog, werd het pand vernietigd.
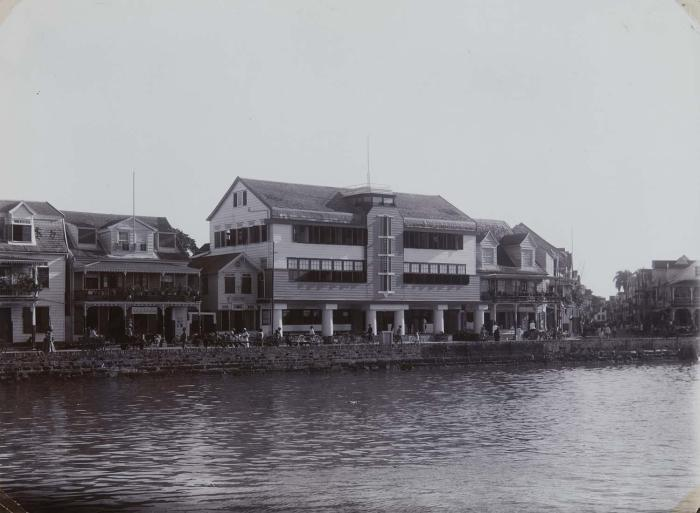
Het politiebureau aan de Waterkant in Paramaribo, Suriname.

## Amsterdamse School in andere toepassingen

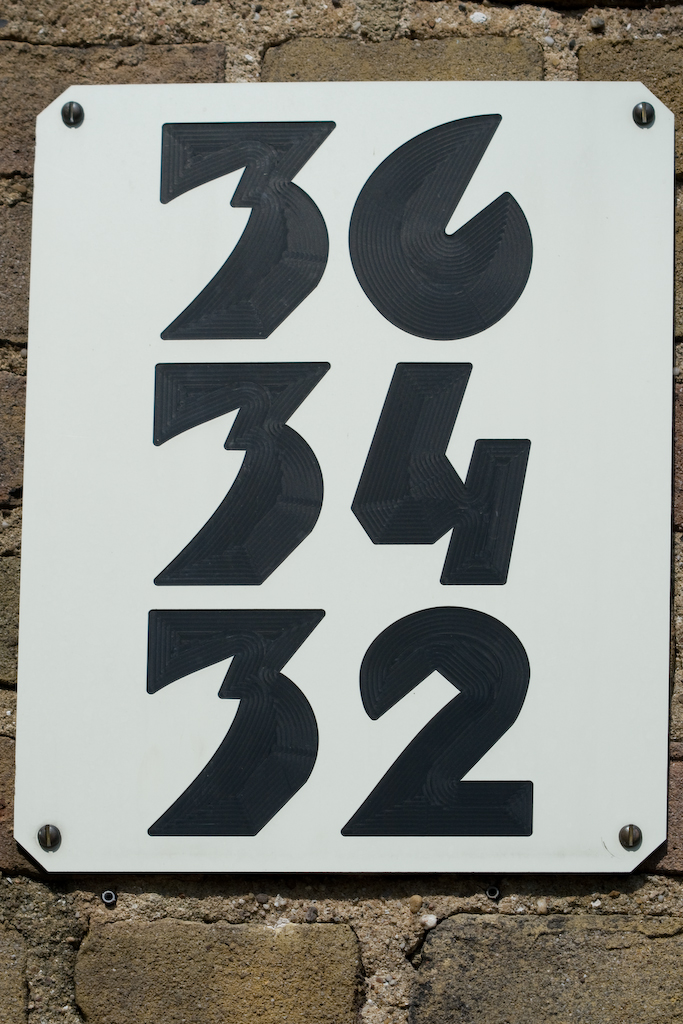
Huisnummers in Amsterdamse-Schoolstijl.

Niet alleen de architectuur was stijlbepalend voor de Amsterdamse School maar ook in andere toepassingen werd deze stijl gebruikt. Bekende ontwerpers zoals W. Retera Wzn, J.J. Zijffers, K.P.C. de Bazel, Paul Bromberg en Anton Kurvers ontwierpen ook meubelen, zoals tafels, stoelen, fauteuils, klokken, lampen, behang, boekbanden en textiel. Ook vele eerdere genoemde architecten waren veelzijdig en ontwierpen een veelvoud aan voorwerpen en grafische kunst. Een belangrijk verkoopadres voor sommige van de genoemde producten was Metz & Co in Amsterdam. Meubelfabriek 't Woonhuys, eveneens in Amsterdam, verkocht meubelontwerpen van onder andere Michel de Klerk en Hildo Krop.

### Straatmeubilair in Amsterdam
Verschillende soorten straatmeubilair in de gemeente Amsterdam zijn ontworpen in de stijl van de Amsterdamse school, veel hiervan sinds 1918 door Pieter Lucas Marnette, zoals de staande blauwe Gemeentegiro-bus, brandmeldpalen (de 'rode wachter') en lantaarnpalen (de 'frontsoldaat'). Van de elektrische verdeelkasten en splitskasten staat er nog een groot aantal verspreid door Amsterdam: deze zijn gedurende zeker dertig jaar in nagenoeg dezelfde vorm geplaatst. De hangende brievenbussen van de Gemeentegiro werden ontworpen door Anton Kurvers. Een collectie straatmeubilair in de stijl van de Amsterdamse School is te bezichtigen bij Museum Het Schip aan het Spaarndammerplantsoen.

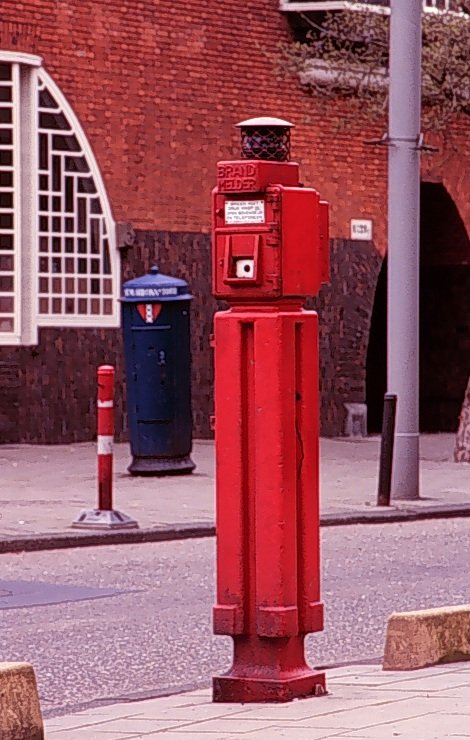
Brandmelder in de stijl van de Amsterdamse School (foto bma.amsterdam.nl)
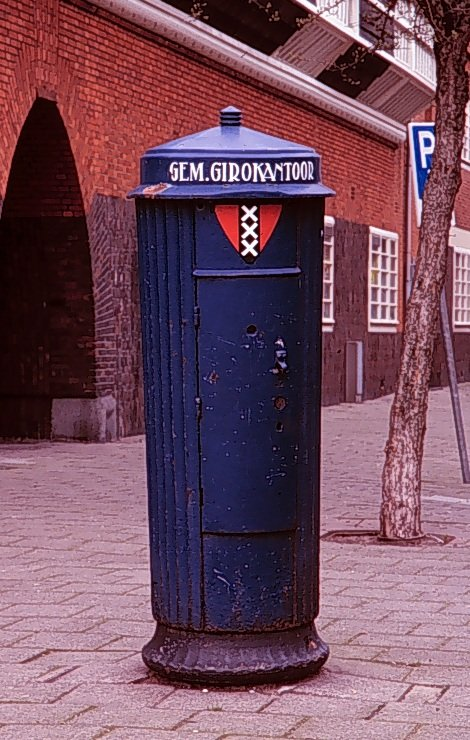
Staande bus Gemeentegiro in de stijl van de Amsterdamse School (foto bma.amsterdam.nl)
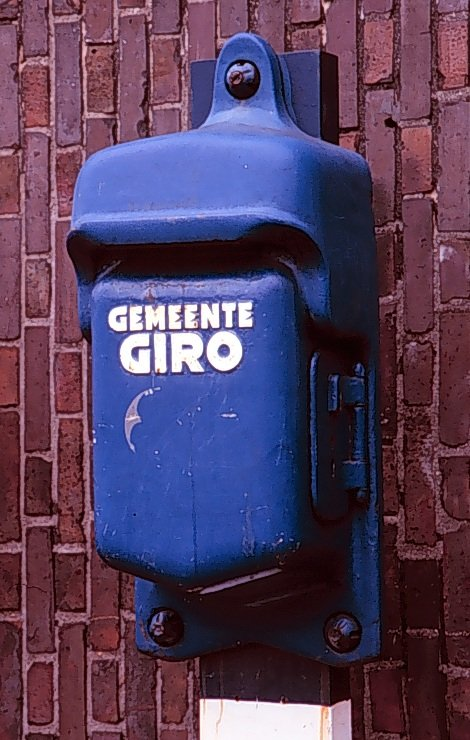
Hangende bus Gemeentegiro in de stijl van de Amsterdamse School (foto bma.amsterdam.nl)
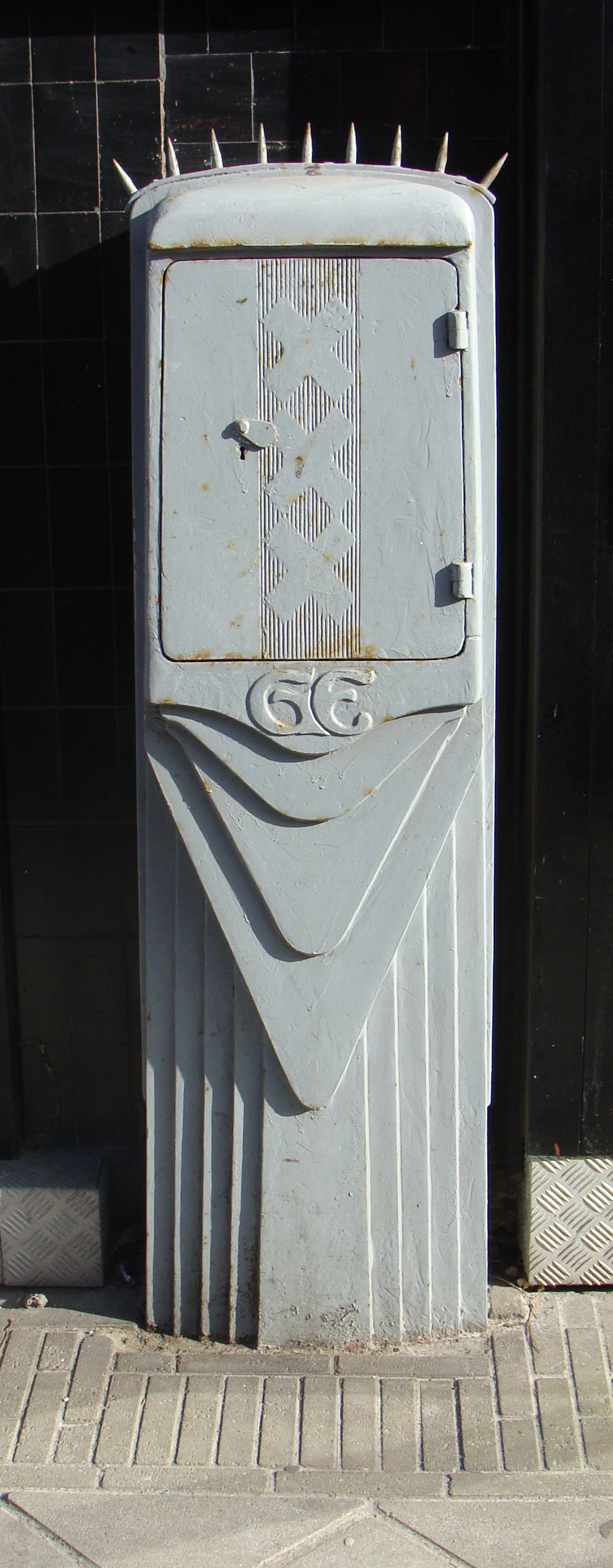
Elektrische verdeelkast (Kabelkast Model G) van de voormalige Gemeente-Electriciteitswerken
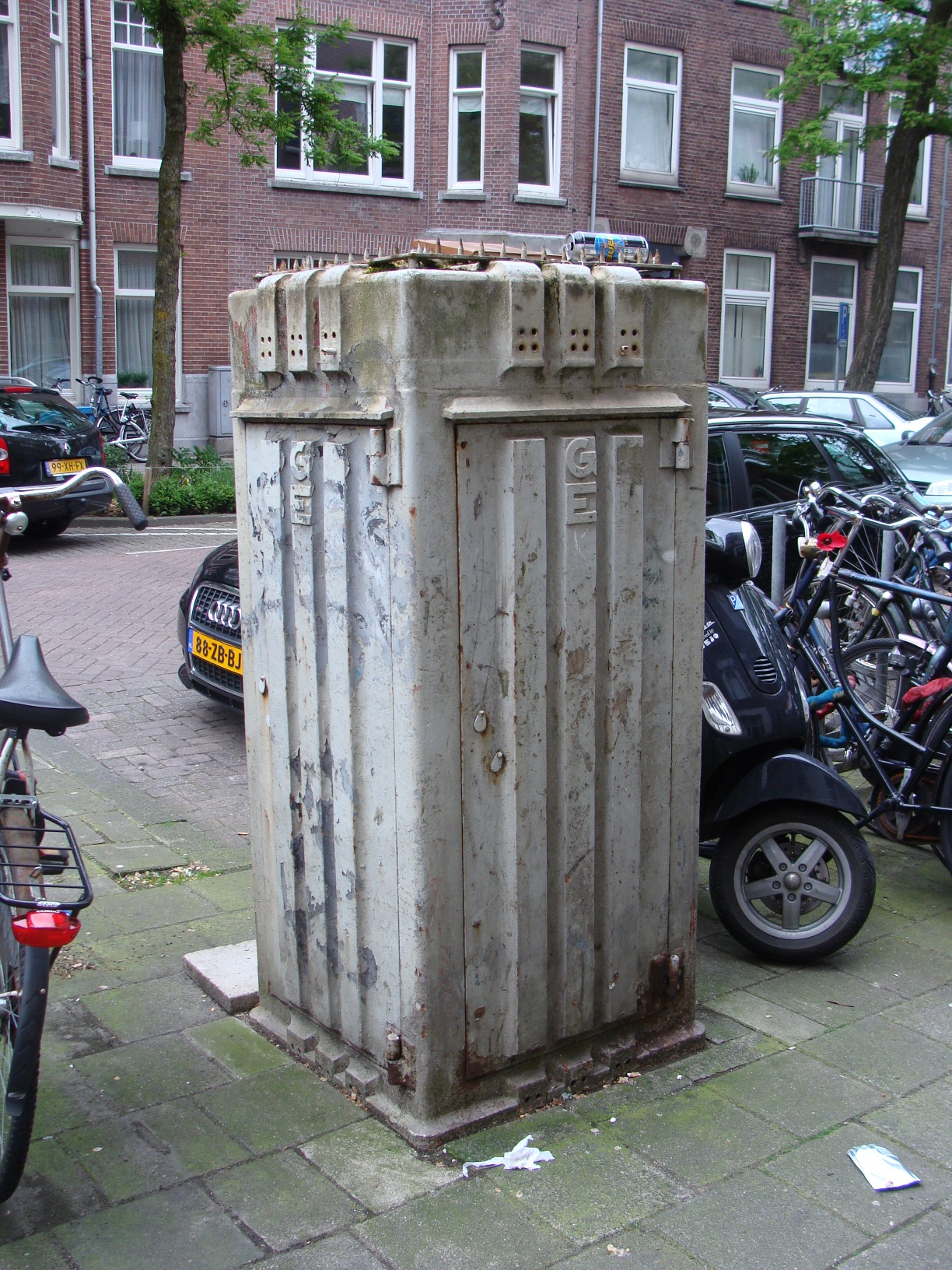
Elektrische verdeelkast (splitskast) Gemeente-Electriciteitswerken

## Een aantal bouwwerken van de Amsterdamse school

### Aalsmeer
- Woonhuis A. Barendsen (1922, M. de Klerk)
- Centraal Veilinggebouw (1928, J.F. Staal)

### Amsterdam-Centrum
- Hugo de Vries-laboratorium (1912, J.M. van der Meij), Plantage Middenlaan 2, huidige functie: De Groene Plantage
- Brug nr. 283 (1914, J.M. van der Meij), Buiten Bantammerstraat / Waalseilandsgracht
- Scheepvaarthuis (1916, J.M. van der Meij), Prins Hendrikkade 108, huidige functie: Hotel Amrâth
- School voor schipperskinderen, (1925, P.L. Marnette), Droogbak, huidige functie: De Regenboog Groep
- Uitbreiding voormalig stadhuis (1926, N. Lansdorp e.a.), Oudezijds Voorburgwal 197-199, huidige functie: hotel Sofitel The Grand
- Grand Hotel Central, nu: Carlton Hotel (1926, G.J. Rutgers), Vijzelstraat 4

### Amsterdam-Noord
- Voormalige politiepost (1916), Buiksloterweg 9b

Tuindorp Nieuwendam
- Winkels met woningen (1925-1927, B.T. Boeyinga), Purmerplein
- Woningen (1925-1927, J. Boterenbrood), Purmerweg / Ilpendammerstraat

Tuindorp Oostzaan
- Verenigingsgebouw Het Zonnehuis (1932, J.H. Mulder), Zonneplein 30

### Amsterdam-West
- Hoofdkantoor Gemeentetram (1923, P.L. Marnette), Stadhouderskade 1, huidige functie: kantoor
- Vierwindstrekenbrug (brugnummer 381) (1925, Piet Kramer), Jan van Galenstraat / Admiralengracht)
- Het Sieraad, Vierde Ambachtsschool (1926, A.J. Westerman), Postjesweg 1, huidige functie: cultuur en onderwijs
- Woningbouw (1926, H.Th. Wijdeveld), Hoofdweg
- Westerwijk, woningen en kerkelijk wijkgebouw (1926, F.B. Jantzen), Admiraal de Ruijterweg 148-152
- Jan Maijenschool (of Mercatorschool), (1926, F.B. Jantzen), Jan Maijenstraat 11-17
- Jeruzalemkerk (1929, F.B. Jantzen), Jan Maijenstraat 14
- Gevlebrug; brug 2430 (2020), herbouw van brug 276, (1930, Piet Kramer), Houthavens

Spaarndammerbuurt
- 1e woonblok Hille (1915, M. de Klerk), Spaarndammerplantsoen
- 2e woonblok Eigen Haard (1918, M. de Klerk), Spaarndammerplantsoen
- Het Schip, Eigen Haard (1920, M. de Klerk), Zaanstraat / Spaarndammerplantsoen 140, huidige functie: museum

### Amsterdam-Zuid
- Hillehuis (1912, M. de Klerk), Gabriël Metsustraat 22-34
- Het zwarte huis, etage woningen (1921, Piet Kramer, Okeghemstraat 25-27)
- Woningbouwcomplex Olympia (1924, J. Gratama), Olympiaweg e.o.
- Woningbouw (1924, J.F. Staal), Bartholomeus Roelofsstraat
- Vossius Gymnasium (1926, N. Lansdorp), Messchaertstraat 1
- Huize Lydia (1927, J. Boterenbrood), Roelof Hartplein 2
- Het Nieuwe Huis (1928, B. van den Nieuwen Amstel), Roelof Hartplein 50
- Brug nr. 410 'Lyceumbrug' (1926-28, Piet Kramer Olympiaplein / Noorder Amstelkanaal)
- Olympiahuisje (portiershuisje) (1928, J. Wils), Stadionplein 18
- Willem de Zwijgerkerk (1931, C. Kruyswijk), Olympiaweg 14

De Pijp
- Brug nr. 400 (1917, Amsteldijk / Amstelkanaal)
- Woningbouw (1920, P.L. Kramer), Van der Helstplein
- Woningbouw De Dageraad (1923, M. de Klerk / P.L. Kramer), P.L. Takstraat
- Woningbouw De Dageraad (1923, M. de Klerk), Henriëtte Ronnerplein en Thérèse Schwartzeplein
- Woningbouw De Dageraad (1923, M. de Klerk), Burgemeester Tellegenstraat 128
- Berlage Lyceum (1923, A.J. Westerman), Jozef Israëlskade / P.L. Takstraat 33
- Woningbouw (1925, J.C. van Epen), Saffierstraat, Jozef Israëlskade en Amsteldijk
- Woningbouw en leeszaal (1927, P.L. Kramer), Coöperatiehof
- woningbouw en winkels (1925-1928, P.L. Kramer), Woonblok Coöperatiehof

Rivierenbuurt
- Woningbouw (1923, M. de Klerk), Vrijheidslaan
- Woningbouw (1923, J. Zietsma), Vrijheidslaan
- Woningbouw (1923, Piet Kramer), Vrijheidslaan 9-43
- Woningbouw (1923, M. Staal-Kropholler), Holendrechtstraat 1-47

### Andijk
- Gereformeerde kerk, E. Reitsma

### Appingedam
- Gereformeerde kerk, E. Reitsma

### Bergen (Noord-Holland)
Park Meerwijk
- Villa (J.F. Staal)
- Villa (P.L. Kramer)
- Villa (G.F. la Croix)
- Villa (M. Staal-Kropholler)
- Huize Meerhoek (C.J. Blaauw)

### Bergen op Zoom
- Dr. Mollerlyceum (1926, J. Wielders), Bolwerk-Zuid 168
- Café-restaurant, Antwerpsestraat 56 (1930, F.C. Rampart), huidige functie: hotel

### Bilthoven
- Villa Gaudeamus / Walter Maas Huis (1925, F. Röntgen), Gerard Doulaan 21, functie: muziek

### Breda
- Watertoren (1934, ir. P.A.H. Hornix), Speelhuislaan 158, huidige functie: kantoor

### Brussel
- Burgerhuizen en garages, Auguste Reyerslaan 203, 205 en Generaal Gratrystraat 122, 112, 116, Schaarbeek

### Bussum
- Burgerhuizen: Mecklenburglaan 3, 16-18, 24, 31-33, 35-37 en 39-41 (G.F. Mastenbroek), gelegen in het Prins Hendrik park
- Burgerhuizen: Ruthardlaan 2-4, Groot Hertoginnelaan 10-12 en Groot Hertoginnelaan 16-18 (G.F. Mastenbroek)
- Villa: Groot Hertoginnelaan 28a (G.F. Mastenbroek)

### Den Haag
- De Bijenkorf (1926, P.L. Kramer), Grote Marktstraat
- Kerkzaal Soefikerk (1928, P.L. Kramer), Anna Paulownastraat 78
- Appartementencomplex Oldenhove, Laan van Meerdervoort
- Voormalige Vroom & Dreesmann, Spui 3.
- Parkstraat 101, (1920)
- Molenstraat 28, (1924)
- Spuistraat 63, (1928)
- Tournooiveld 1, (1931)

### Delfzijl
- Woningbouw, wijk Oud-West
- Zeevaartschool Abel Tasman (1930, C.C.J. Welleman), Abel Tasmanplein

### Den Helder
- Marinebondsgebouw De Burcht (1914-1940, Piet Kramer), Prins Hendriklaan
- Kantoor Woningstichting Den Helder (1922, Dirk Saal), Middenweg 159
- Zeevaartschool (1930, Albert Dokter), Ankerpark 27
- Tuindorpschool (1931, Albert Dokter), Brakkeveldweg 136
- Postbrug (1933), Koningsplein
- Nationaal Monument voor het Reddingswezen (1935, Piet Kramer), Helder der Zeeplein

### Deventer
- Bioscoop Luxor / Luxor Theater (1918, J.D. Postma en B. Hoogstraten), Brink 20

### Diemen
- Burgemeester de Kievietstraat

### Doetinchem
- Voormalig postkantoor, Burgemeester van Nispenstraat 2

### Dordrecht
- Julianakerk (1928, Bakker & Van Herwijnen), Mauritsweg 286

### Enschede
- Synagoge (1919, K.P.C. de Bazel), Prinsestraat 18

### Groningen (stad)
- Groningsch Odd Fellowhuis (1923, Architectenbureau Kuiler en Drewes), W.A. Scholtenstraat 21
- Kantoor Gemeentewerken (1928, S.J. Bouma), Gedempte Zuiderdiep
- Woningen rond het Bernoulliplein, Korrewegwijk (J.A. Boer)
- Woningen Flankeurspoort c.a., Tuinwijk (1926, Architectenbureau Kuiler en Drewes)
- Woningen langs de Oranjesingel en de Nassaulaan, Oranjebuurt, (o.a. E. Reitsma)
- Lutherzaal van de Lutherse kerk (Groningen), (1925, B. Kazemier en T. Tonkens)
- Oosterkerk (S.S. Rosensteinlaan), (1927, Architectenbureau Kuiler en Drewes)
- Simon van Hasseltschool (1926-'28, S.J. Bouma)
- Siebe Jan Boumaschool (voorheen Van Houtenschool); (1931-'32, S.J. Bouma)
- Vensterschool Stadspark (1927, S.J. Bouma)
- Openbare lagere school aan de Rabenhauptstraat (later in gebruik door het Grafisch Museum (1928-'29, S.J. Bouma)
- Transformatorhuisje Nieuwe Ebbingestraat (S.J. Bouma)
- Brugwachtershuisje bij de Abrug (ca. 1925, S.J. Bouma)
- Muziekkoepel (1928, (S.J. Bouma) in het Groninger Sterrenbos
- Pythagorascomplex (1930, (J.A. Boer)) gesitueerd aan de Stadhouderslaan en de Louïse Henriëttestraat.

### Gouda
- Kadeschool (1930, H. de Meer), Elizabeth Wolffstraat 1
- Spa Gouda, vroeger een Badhuis (1922)

### Grijpskerk
- Transformatorhuisje, Bosscherweg, huidige functie: oorlogsmonument

### Haarlem
- Post en Telegraaf-gebouw (1920, J. Crouwel), De Raaks
- Eerste Christelijk Lyceum (1925, A. de Maaker), Zuider Emmakade 43
- Voormalige broodbakkerij 'Coöperatie Haarlem UA', Mr. Corneliszstraat

### Hoorn
- Eikstraatkerk (1933-1934, Cornelis Trappenburg), Eikstraat
- 't Blokhuis, Draafsingel
- Martinuskerk (1933, Jos Bekkers), Pastoor Nuyenstraat, Zwaag

### Hilversum
- Pompgemaal Laapersveld en vijver (1919, W. Dudok)
- Politiepost Kleine Drift (1919, W. Dudok)

### Kollum
- Oosterkerk (1925, E. Reitsma)

### Kuinre (Steenwijkerland)
- Watertoren (Kuinre) (1933), Bouwdijk 1

### Leiden
- Gebouw Leidsch Dagblad (1917, W. Dudok), Witte Singel 1
- Voormalig Politiebureau (1927, Jan Neisingh), Zonneveldstraat

### Nieuw-Amsterdam
- Noorderkerk (1925), Vaart NZ 139

### Oostvoorne
- Landhuis 't Reigersnest (1921, P. Vorkink, J.Ph. Wormser)

### Paramaribo, Suriname
- Politiebureau, Waterkant 64 (1925, W.E. Sniphout, verwoest tijdens staatsgreep in 1980)[3][4]

### Radio Kootwijk
- Radio Kootwijk (zendstation) (1920, J.M. Luthmann), Radioweg 3
- Watertoren, (1922, J.M. Luthmann), Radioweg

### Rotterdam
- Tuindorp Heijplaat, gedeeltelijk
- Voormalig hoofdkantoor Unilever, zakelijke variant[5]

### Schimmert
- De Watertoren (1927, J. Wielders), Klein Haasdal

### Sneek
- Bodehuis, Rienck Bockemakade 4 (1926, J. de Kok)
- Sportpark Leeuwarderweg (1928, J. de Kok)

### Ter Apel
- Regionale Scholengemeenschap Ter Apel

### Utrecht (stad)
- Dr. De Visserschool (1917), Vondellaan, gesloopt in 1995
- Hoofdpostkantoor (1922, J. Crouwel), Neude 11
- Voormalig Anatomiegebouw, (1921, J. Crouwel), Bekkerstraat 141[6]
- Incassobank (1920), Nobelstraat 4
- Ludgerschool (1930, A. Kool), Van Hoornekade 6
- Noorderkerk (1923, D.J. Heusinkveld), Royaards van den Hamkade 20, huidige functie: moskee (Sultanahmet Moskee)
- Politiepost (1927, J. Planjer), Tolsteegbrug 1, huidige functie: film en cultuur (Louis Hartlooper Complex)
- Rijks Veeartsenijschool, Kliniek voor Kleine Huisdieren (ca. 1921, J. Crouwel), Alexander Numankade 93
- Tolsteegbrug (1928, J. Planjer)
- Utrechtse Schoolvereniging – 'Frans Hals' in de buurtmond, (april 1923, Op ten Noort, Rozenburg en Scheffer), Frans Halsstraat 22a
- Villa Wilhelminapark (1928, A. Kool) Oudwijk 37
- Watertoren Amsterdamsestraatweg (1917, W.K. de Wijs), Amsterdamsestraatweg 380
- Wilhelminakerk, (ca. 1931, H.F. Mertens), Hobbemastraat 35
- Woningbouw (1922, W.A. Maas / L.J.H. Zonneveldt)
- Zuiderkerk (1925, A. Kool), Krommerijn 1, gesloopt in 1986

### Velp (Gelderland)
- Landhuis Maliehoeve (1923, G.L. van Straaten)

### Wageningen
- Voormalig Laboratorium voor Plantenfysiologie (Schip van Blaauw) (1920-1922, C.J Blaauw), Generaal Foulkesweg 70-72
- Laboratorium voor Microbiologie (1920-1922, C.J Blaauw), Hesselink van Suchtelenweg 4
- Laboratorium voor Tuinbouwplantenteelt (1923, C.J Blaauw), Haagsteeg 4

### Weesp
- Roeivereniging

### Zeist
- Conferentiecentrum Woudschoten

### Zwolle
- ABN Amro bankgebouw, Geldersche Credietvereeniging (1926, G.L. van Straaten), Melkmarkt